# 美國中西部
美國中西部（英語：Midwest）通常指的是美國地理上中北部的地区，根據美國人口普查局的定義，其包括美國中北部的12個州：伊利諾州、印第安納州、愛荷華州、堪薩斯州、密西根州、明尼蘇達州、密蘇里州、內布拉斯加州、北達科他州、俄亥俄州、南達科他州和威斯康辛州。該地區通常位於阿巴拉契亞山脈各州與落基山脈各州之間的廣闊內陸平原上。該地區的主要河流從東到西包括俄亥俄河、密西西比河上游和密蘇里河。 2020年美國人口普查顯示，中西部人口為68,995,685人。美國人口調查局將這個區域再細分為中北部東方（基本上指的是五大湖地區）及中北部西方（基本上指的是大平原區）。它位於美國東北部和美國西部之間，北邊是加拿大，南邊是美國南部。
芝加哥是美國中西部人口最多的城市，也是美國人口第三多的城市。芝加哥及其郊區，俗稱芝加哥地區（Chicagoland），形成了最大的都會區，该都会区擁有1,000 萬人口，是北美第四大都會區，僅次於大墨西哥城、紐約大都會區和大洛杉磯。其他中西部大城市包括哥倫布、印第安納波利斯、底特律、密爾瓦基、堪薩斯城、奧馬哈、明尼阿波利斯、威奇托、克里夫蘭、辛辛那提、聖保羅和聖路易斯。中西部大型都會區包括底特律大都會區、明尼阿波利斯-聖保羅都會區、印第安納波利斯大都會區、大聖路易斯、大辛辛那提、堪薩斯城大都會區、哥倫布大都會區和大克里夫蘭。
該地區的經濟以重工業和農業為主，大面積地區則構成美國玉米帶的一部分。金融以及醫藥、教育等服務業變得越來越重要。由於位於中心位置，這裡成為河船、鐵路、汽車、卡車和飛機的交通樞紐。在政治上，該地區由搖擺州組成，因此競爭激烈，往往在選舉中起決定性作用。
「美國中西部」一詞已被普遍使用長達百年以上，其他的詞，像是「西北部」（Northwest）、「舊西北部」（Old Northwest）、「美中」（Mid-America）及 「核心地帶」（Heartland），都曾經被提出來討論是否用在敘述這個區域。但自1929年《中间城》（Middletown）一書問世後，社會學家便開始和普羅大眾一般開始廣泛使用中西部來敘述這一帶的城鎮。

## 名詞釋義

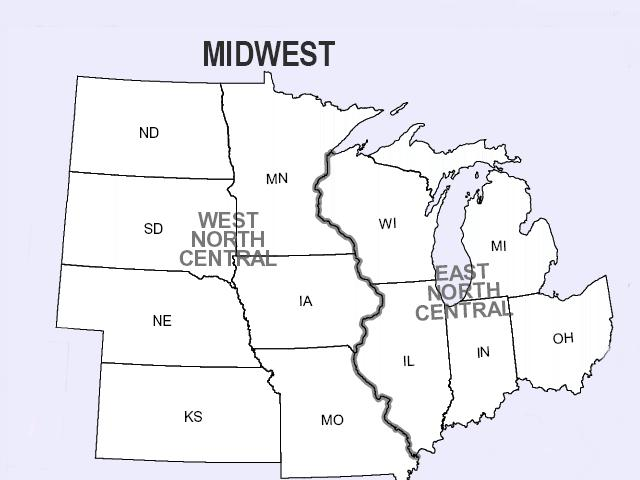
美國人口調查局所公佈的美國中西部地圖

「中西部」一詞起源於19世紀，中西部的中心區域被五大湖地區、俄亥俄河和密西西比河谷所包圍，舊西北部（或稱西部）指的則是原來的西北領地，目前舊定義的中西部被美國人口調查局稱作中北部東方，而被當地居民稱為五大湖區。
西北領地原本屬於法國和美國原住民，後由英國佔領。美國獨立戰爭之後，英國將本地區割讓予美國，大陸會議在頒佈美國憲法前通過西北條例設立西北領地。西北條例規定西北領地禁止畜奴及宗教歧視，並且鼓勵設置公立學校與私人財產制，但若領地內部份地區成為美國正式的一州，該條例將失效，由州憲法取代。西北條例亦規定土地必須以方格狀進行買賣，俄亥俄州成為第一個採用這種土地交易方式的地區。一般認為，目前中西部各州所屬各郡大部份為長方形與道路系統就是受到這個規定的影響。相反地，肯塔基州和田納西州沿用傳統以測量和地標分割土地（metes and bounds）。獨立戰爭時期，軍人在俄亥俄地區得到新的土地並成為新移民，此時中西部地區開始被認為是美國的一部份。
直至今日，日常生活使用的中西部地區有時不只包括原來西北領地的部份，還包含俄亥俄河南岸和阿帕拉契山脈和洛磯山脈間的所有州份，共計12州。
在美國建國初期，西部指的是阿帕拉契山脈以西。隨著時間流逝，這塊區域再被細分為「遠西」部及「中西」部。中西部原屬西北領地的部份亦被稱為「西北地區」，例如以明尼蘇達州為基地的西北航空和伊利諾州芝加哥近郊的西北大學。美國地理上的西北部一般稱為太平洋西北地區，以免混淆。

## 地理

### 地形地貌
美国广阔的中西部地区，延伸进入加拿大，其内陆平原地势低平，非常适合耕种和畜牧。其东部三分之二的大部分地区构成内陆低地。低地逐渐向西上升，从一条穿过堪萨斯州东部的线开始，便进入了称为大平原的单元，如今大平原地区的大部分地区都被辟为了耕地。
虽然这些州大部分相对平坦，由平原或连绵起伏的小丘陵组成，但存在一定程度的地理差异。特别是以下地区表现出高度的地形多样性：靠近阿巴拉契亚山脉山麓的中西部东部；五大湖盆地；明尼苏达州苏必利尔湖北岸冰川覆盖的高地，这里曾经是崎岖不平的火山加拿大地盾的一部分；密苏里州南部的欧扎克山脉；以及威斯康星州西南部、明尼苏达州东南部、爱荷华州东北部和伊利诺伊州西北部被严重侵蚀的无漂流区。
继续向西，阿巴拉契亚高原的地形逐渐让位于平缓起伏的丘陵，然后（在俄亥俄州中部）变成主要转变为农场和城市地区的平地。这是北美广阔的内陆平原的开端。大草原覆盖了中西部西部的大平原的大部分州份。爱荷华州和伊利诺伊州的大部分地区位于一个叫做草原半岛的地区，草原向东延伸，北部与针叶树和混交林接壤，东部和南部与阔叶林落叶林接壤。
地理学家根据海拔将内陆平原细分为内陆低地和大平原。低地大部分海拔低于1,500英尺（460米），而西部的大平原海拔更高，在科罗拉多州上升到5,000英尺（1,500米）左右。那么，低地仅限于爱荷华州、伊利诺伊州、印第安纳州、俄亥俄州、密歇根州、田纳西州和肯塔基州的部分地区。密苏里州和阿肯色州有低地海拔地区，与他们的欧扎克地区（在内陆高地内）形成鲜明对比。俄亥俄州东部的丘陵是阿巴拉契亚高原的延伸。
内陆平原在很大程度上与广阔的密西西比河水系重合（其他主要组成部分是密苏里河和俄亥俄河）。数千万年来，这些河流一直向下侵蚀古生代、中生代和新生代的大部分水平沉积岩。现代密西西比河系统是在新生代的更新世时期发展起来的。
降雨量自东向西递减，形成了不同类型的草原，潮湿的东部地区为高草草原，大平原中部为杂草草原，落基山脉雨影区为矮草草原。今天这三种草原类型在很大程度上分别对应于玉米/大豆区、小麦带和西部牧场。
中西部上游的大部分针叶林在19世纪末被砍伐殆尽，从那时起，混交阔叶林已成为新林地的主要组成部分。中西部的大部分地区现在可以归类为城市化地区或农业牧区。

### 地域範圍

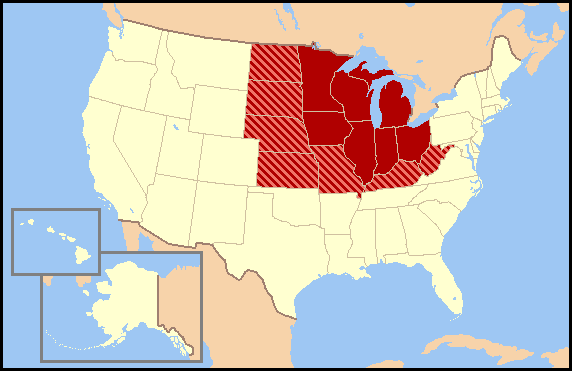
中西部區域的界定根據不同來源有所更迭。深紅色區域是通常會被包含其中的州，而條紋區域有時會被考慮為中西部的一部分。肯塔基州、奧克拉荷馬州及西維吉尼亞州通常被認定是美國南方，但這些州的某些區域在地圖上、文化上及敘述上經常會被化為中西部的一部分

所謂的中西部範圍並不十分清楚。一般來說，只要是在以往被認為是「西部」的地區以東，就會被認為是中西部地區。在1789年，這個區域稱為西北領地，到了1898年，中西部這個名稱正式開始使用。
19世紀早期，西部地區指的是密西西比河以西，因此美國人把阿帕拉契山與密西西比河之間的土地稱為中西部。在這段時間，有些人開始把明尼蘇達州、愛荷華州和密蘇里州以及北達科他州和堪薩斯州部分地區非正式地納入中西部的範圍。今日，「遠西」一詞指的是美國西岸地區，因此，有些科羅拉多州、懷俄明州及蒙大拿州的居民也自認為居住在中西部。
傳統上中西部包括原屬西北領地及由路易西安那購地案得到的州。原屬西北領地的州又稱為五大湖地區，路易西安那購地案得到的州則大部份屬於美中大平原。

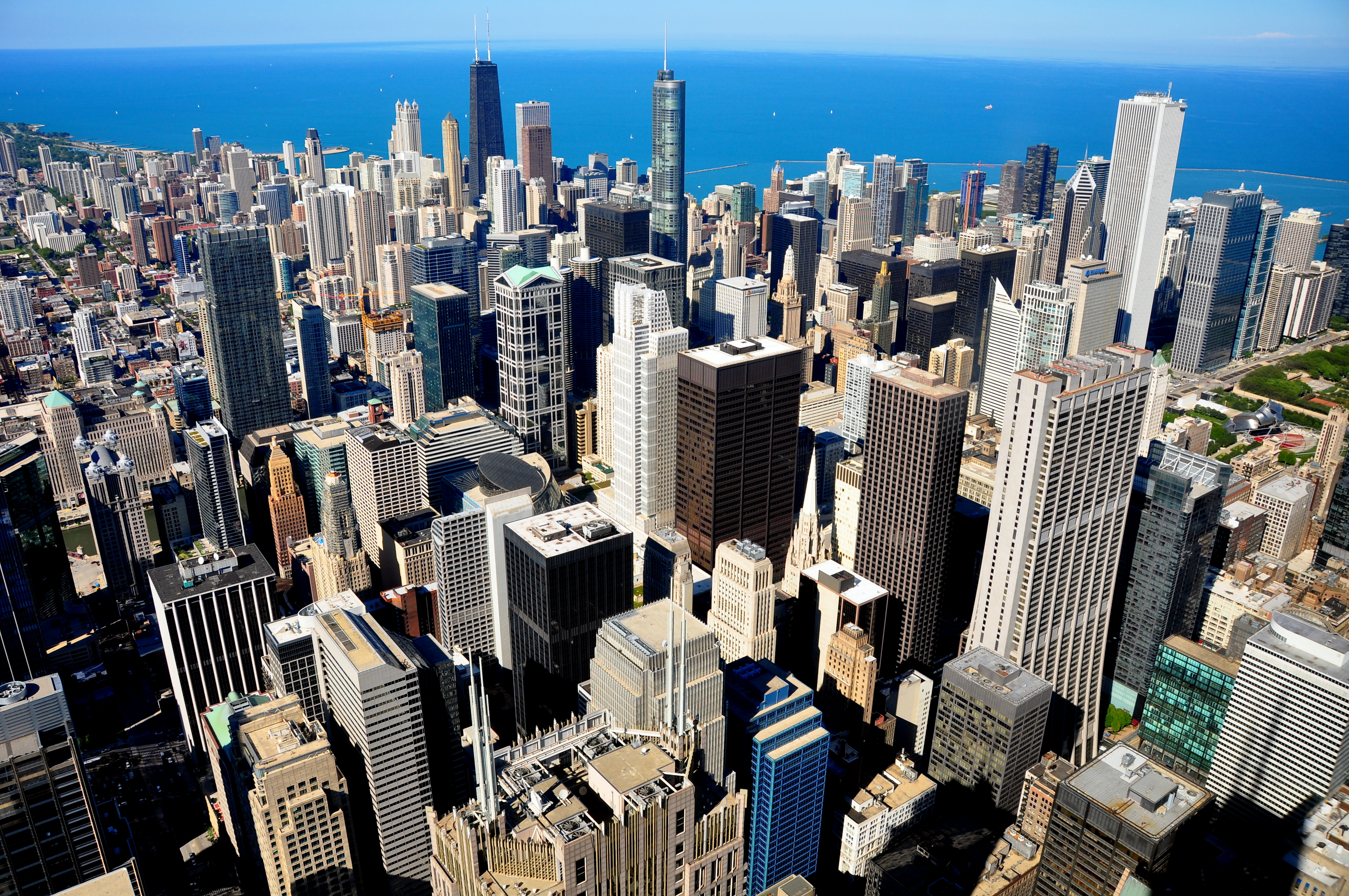
中西部最大城芝加哥

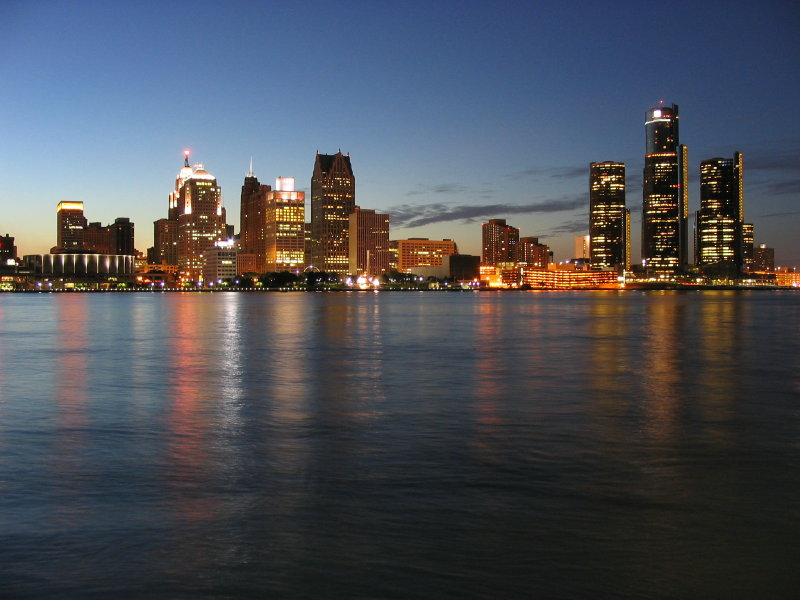
底特律是北美洲最繁忙的边境口岸

根據美國人口調查局的定義，中北部地區包括12個州：
- 伊利諾州：原屬西北領地、俄亥俄河流域、五大湖地區
- 印第安納州：原屬西北領地、俄亥俄河流域、五大湖地區
- 愛荷華州：路易西安那購地案、美中大平原
- 堪薩斯州：路易西安那購地案、美中大平原
- 密西根州：原屬西北領地、五大湖地區
- 明尼蘇達州：原屬西北領地、五大湖地區；西部則來自路易西安那購地案
- 內布拉斯加州：路易西安那購地案、美中大平原
- 北達科他州：路易西安那購地案、美中大平原
- 俄亥俄州：原屬西北領地(之前為康乃狄克西儲地)、俄亥俄河流域、五大湖地區
- 南達科他州：路易西安那購地案、美中大平原
- 威斯康辛州：原屬西北領地、五大湖地區

芝加哥是中西部地區的最大城市，亦為全美第三大城。該市有時被人們稱為「中西部首都」。底特律和印第安納波利斯則名列第二與第三。然而，在南北戰爭之前，辛辛那堤才是本區第一大城，聖路易則緊追在後。本區其他大城還有：明尼阿波利斯─聖保羅、克利夫蘭、哥倫布市、堪薩斯市、密爾瓦基、威奇托、德梅因、麥迪遜及奧馬哈。
中西部有不同定義主要來自於本區西部（核心區和美中大平原區）和東部（五大湖工業區）的不同文化。有些人認為核心區和大平原區的農業州代表傳統中西部的生活方式及價值觀；另外一個觀點是五大湖區在19世紀至20世紀早期的移民史、製造業利基以及天主教的深遠影響較能代表中西部的精神。根據後者的定義，美東的一些工業城市如水牛城也可包含在中西部內。
某些在傳統定義的中西部內的城市常被指為無法代表中西部的精神，但某些在區域外的城市卻被認為是中西部的一部份。這些看法通常都是由歷史、文化、經濟或政治的角度出發。
阿帕拉契山脈傳統上被認為是美東的一部份，但在俄亥俄州南部和地理上的中西部有重疊。俄亥俄河有很長的一段時間被認為是美國南北的分界，亦為中西部和美南的分界。中西部南部各州，包含密蘇里州，均有一部份屬地理上的美南，但在南北戰爭前密蘇里州是允許蓄奴的。

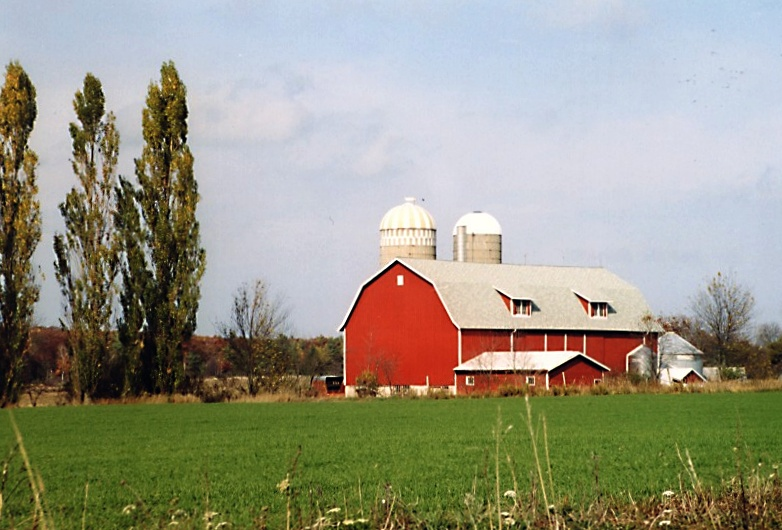
典型的中西部鄉村

東北地區的部份州在生活形態上與中西部比較接近，例如賓夕凡尼亞州西部，包括伊利和匹茲堡等城市，在文化和歷史均屬中西部，但地理上屬阿帕拉契山脈。水牛城位於伊利運河的西端，為五大湖的門戶，相較於其他東岸城市，水牛城與芝加哥和底特律的文化較為接近。然而這些地區的居民卻很少認為自己來自於中西部。
蒙大拿州、懷俄明州和科羅拉多州的草原區有時被人們認為是中西部的一部份，特別是來自於大平原區的居民，原因是大平原區比較接近美國的地理中心。然而大部份五大湖區的居民並不如此認為，他們甚至覺得大平原區也不屬於中西部。
奧克拉荷馬州東部在文化歷史上和經濟活動上（以煉油工業為主）與附近的阿肯色州、德克薩斯州東部較為類似。相反地，奧克拉荷馬州西部和密蘇里州南部、德克薩斯州西部（德州鍋柄地帶，包括阿瑪利洛和拉巴克）無論在經濟上、氣候上和文化上，均和堪薩斯州、內布拉斯加州和科羅拉多州東部較接近。德克薩斯州南部和這些地區的差異性較為顯著。威奇托瀑布市有一所大學名為中西州立大學（Midwestern State University），因附近的居民很多來自於南北戰爭時中西部從事農牧業贊成蓄奴的移民而得名。

### 統計數據

##### 各州數據
| 州份         | 2020年人口統計 | 2010年人口統計 | 變化    | 區域                                | 人口密度                         |
| ------------ | -------------- | -------------- | ------- | ----------------------------------- | -------------------------------- |
|              | 3,190,369      | 3,046,355      | +4.73%  | 55,857.09 sq mi（144,669.2 km2）    | 57人/平方英里（22人/平方公里）   |
| 堪萨斯州     | 2,937,880      | 2,853,118      | +2.97%  | 81,758.65 sq mi（211,753.9 km2）    | 36人/平方英里（14人/平方公里）   |
| 密苏里州     | 6,154,913      | 5,988,927      | +2.77%  | 68,741.47 sq mi（178,039.6 km2）    | 90人/平方英里（35人/平方公里）   |
| 内布拉斯加州 | 1,961,504      | 1,826,341      | +7.40%  | 76,824.11 sq mi（198,973.5 km2）    | 26人/平方英里（10人/平方公里）   |
| 北达科他州   | 779,094        | 672,591        | +15.83% | 69,000.74 sq mi（178,711.1 km2）    | 11人/平方英里（4人/平方公里）    |
| 南达科他州   | 886,667        | 814,180        | +8.90%  | 75,810.94 sq mi（196,349.4 km2）    | 12人/平方英里（5人/平方公里）    |
| 平原区       | 15,910,427     | 15,201,512     | +4.66%  | 427,993.00 sq mi（1,108,496.8 km2） | 37人/平方英里（14人/平方公里）   |
| 伊利诺伊州   | 12,812,508     | 12,830,632     | −0.14%  | 55,518.89 sq mi（143,793.3 km2）    | 231人/平方英里（89人/平方公里）  |
| 印第安纳州   | 6,785,528      | 6,483,802      | +4.65%  | 35,826.08 sq mi（92,789.1 km2）     | 189人/平方英里（73人/平方公里）  |
| 密西根州     | 10,077,331     | 9,883,640      | +1.96%  | 56,538.86 sq mi（146,435.0 km2）    | 178人/平方英里（69人/平方公里）  |
| 明尼苏达州   | 5,706,494      | 5,303,925      | +7.59%  | 79,626.68 sq mi（206,232.2 km2）    | 72人/平方英里（28人/平方公里）   |
| 俄亥俄州     | 11,799,448     | 11,536,504     | +2.28%  | 40,860.66 sq mi（105,828.6 km2）    | 289人/平方英里（111人/平方公里） |
| 威斯康星州   | 5,893,718      | 5,686,986      | +3.64%  | 54,157.76 sq mi（140,268.0 km2）    | 109人/平方英里（42人/平方公里）  |
| 大湖区       | 53,085,258     | 51,725,489     | +2.63%  | 322,528.93 sq mi（835,346.1 km2）   | 165人/平方英里（64人/平方公里）  |
| 总计         | 68,995,685     | 66,927,001     | +3.09%  | 750,521.93 sq mi（1,943,842.9 km2） | 92人/平方英里（35人/平方公里）   |

#### 都會數據
| 區域排名 | 全國排名 | 都會區              | 人口      | 州份                       |  |
| -------- | -------- | ------------------- | --------- | -------------------------- |  |
| 1        | 3        | 芝加哥              | 9,618,502 | 伊利諾伊 印第安納 威斯康星 |  |
| 2        | 14       | 底特律              | 4,392,041 | 密歇根                     |  |
| 3        | 16       | 明尼阿波利斯-聖保羅 | 3,690,261 | 明尼蘇達 威斯康星          |  |
| 4        | 21       | 聖路易              | 2,820,253 | 密蘇里 伊利諾伊            |  |
| 5        | 30       | 辛辛那提            | 2,256,884 | 俄亥俄 肯塔基 印第安納     |  |
| 6        | 31       | 堪薩斯城            | 2,192,035 | 密蘇里 堪薩斯              |  |
| 7        | 32       | 哥倫布              | 2,138,926 | 俄亥俄                     |  |
| 8        | 33       | 印第安納波利斯      | 2,111,040 | 印第安納                   |  |
| 9        | 34       | 克里夫蘭            | 2,088,251 | 俄亥俄                     |  |
| 10       | 40       | 密爾沃基            | 1,574,731 | 威斯康星                   |  |
| 11       | 51       | 大急流城            | 1,087,592 | 密歇根                     |  |
| 12       | 58       | 奧馬哈              | 967,604   | 內布拉斯加 艾奧瓦          |  |
| 13       | 73       | 代頓                | 814,049   | 俄亥俄                     |  |
| 14       | 82       | 德梅因              | 709,466   | 艾奧瓦                     |  |
| 15       | 85       | 阿克朗              | 702,219   | 俄亥俄                     |  |
| 16       | 89       | 麥迪遜              | 680,796   | 威斯康星                   |  |
| 17       | 93       | 威奇托              | 647,610   | 堪薩斯                     |  |
| 18       | 94       | 托萊多              | 646,604   | 俄亥俄                     |  |

## 歷史

### 前哥伦布时期
在美洲原住民中，古印第安人文化是北美最早的文化之一，自约公元前12,000年至公元前8,000年间活跃于大平原和五大湖地区。

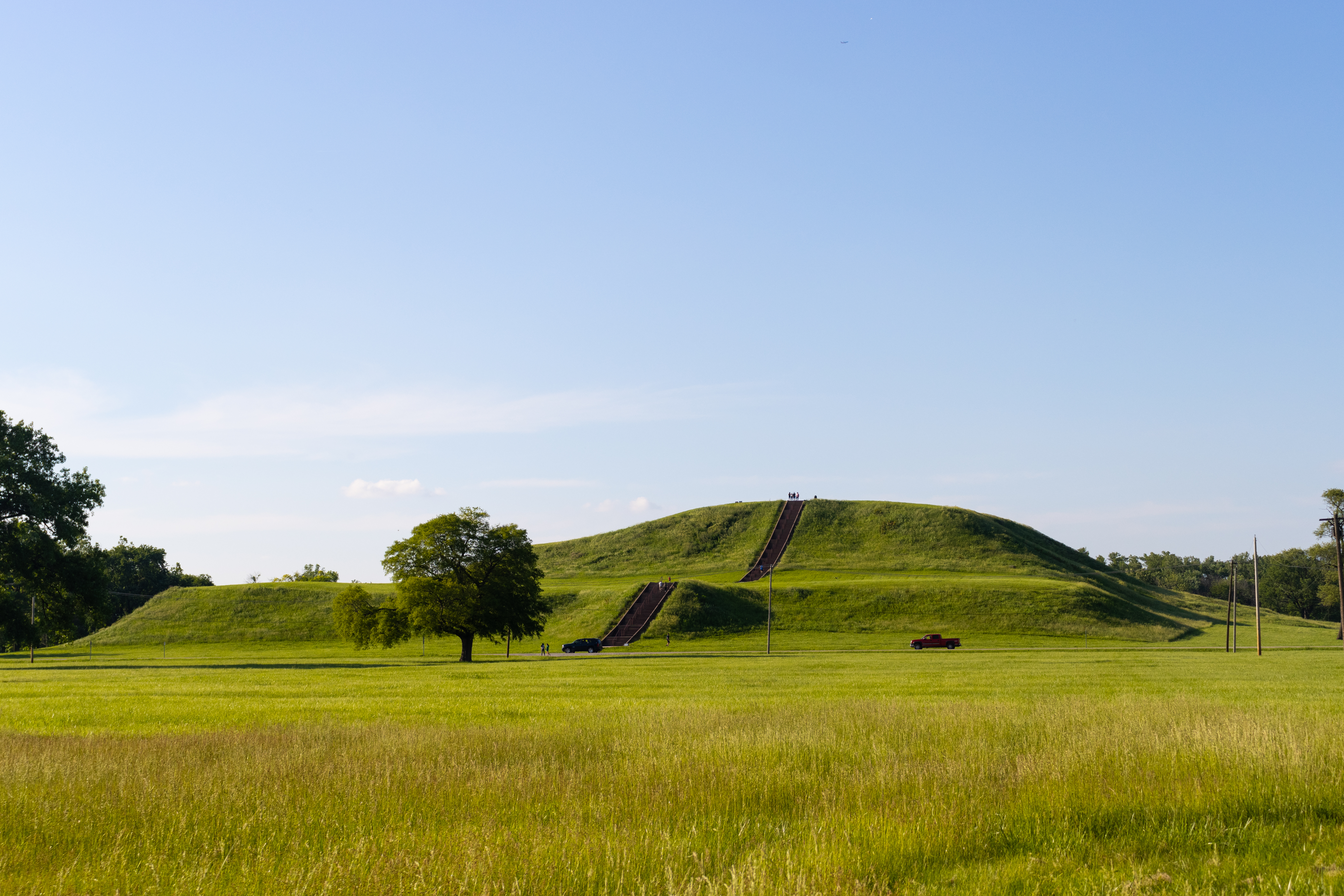
位于伊利诺伊州柯林斯维尔附近卡霍基亚土墩遗址的修道士土墩，是北美洲境内最大的一座前哥伦布时期土墩，也是世界遗产之一

继古印第安时期之后，是美洲的古風时期（公元前8,000年–公元前1,000年）、林地时期（公元前1,000年–公元100年）和密西西比时期（公元900年–1500年）。考古证据表明，密西西比文化最初可能起源于密苏里州圣路易斯地区，沿密西西比河和伊利诺伊河向西北传播，并通过坎卡基河进入伊利诺伊州。同时，该文化也沿沃巴什河、蒂珀卡努河和怀特河向印第安纳州北部扩散。
密西西比文化的居民多为农民，主要在中西部河流的肥沃泛滥平原定居，种植玉米、豆类和南瓜为主的农业系统相当发达。玉米是其主要作物，他们也采集多种种子、坚果和浆果，并进行渔猎以补充饮食。由于这种集约农业的存在，该文化支持了大规模的人口。
密西西比时期的一个特征是土墩建造文化。约在1400年，该文化人口大幅衰减，正值小冰期带来的全球气候变化，其文化在1492年前已基本终结。

#### 五大湖原住民
五大湖地区的主要部落包括休伦人、奥达瓦人、奥吉布瓦人、波塔瓦托米人、霍查克人、梅诺米尼人、索克人、梅斯夸基人和迈阿密人，其中人数最多的是休伦人和霍查克人。部族之间常常发生战争，失败的一方常被迫迁徙。
这些部族大多数说阿尔冈昆语系语言。也有一些部落如斯托克布里奇-曼西族来自东海岸，也属阿尔冈昆语系，在19世纪迁至五大湖地区。奥奈达人属于易洛魁语系，而威斯康星的霍查克人是少数使用苏语系语言的五大湖部落。该地区的美洲原住民未发展出文字系统。

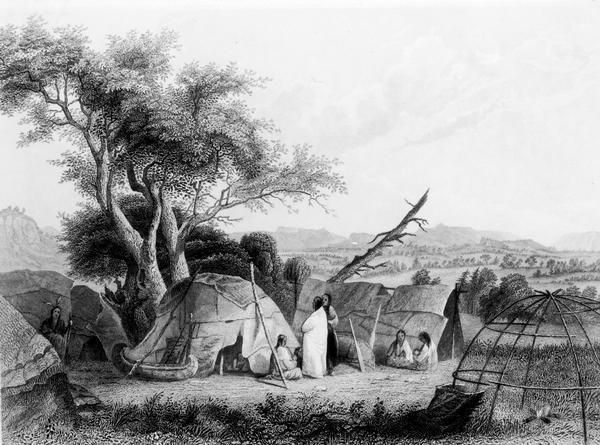
温尼贝戈家庭（1852年）

16世纪时，该地区原住民使用石器、骨器和木器进行狩猎与耕作，利用独木舟捕鱼，大多数人居住于椭圆形或锥形棚屋（wigwam），便于搬迁。部族生活方式各异，如奥吉布瓦人以狩猎为主，渔业在经济中也很重要；而索克人、福克斯人和迈阿密人则兼营农耕与狩猎。
他们主要活动于开阔草原地带，集体狩猎美洲野牛；在北方森林，奥达瓦人与波塔瓦托米人以家庭为单位进行狩猎；温尼贝戈人与梅诺米尼人则交替使用这两种方式，并建立了广泛的贸易网络，范围西至落基山脉，北至五大湖，南至墨西哥湾，东至大西洋。
休伦人采用母系继嗣制，而其他部族多数为父系社会。所有部落都在酋邦制或复合酋邦体系下治理。例如，休伦人分属多个母系氏族，每个氏族由一位酋长在村议会上代表，与村镇酋长共同议政。相比之下，奥吉布瓦人的社会与政治结构则较为简单。
各部落的宗教信仰各异。休伦人相信一个名为“Yoscaha”的超自然存在，他住在天上，被视为天地与人类的创造者；他们相信死后灵魂会前往天上的村庄生活。奥吉布瓦人则非常虔诚，信仰“伟大的灵”（Great Spirit），他们通过四季的各种活动表达敬意，宗教被视为个人事务，每人都有与守护灵的私人关系。奥达瓦人和波塔瓦托米人的宗教信仰与奥吉布瓦人十分相似。
在俄亥俄河谷，食物来源以农业为主，由原住民妇女负责管理果园和农田，玉米是最重要的作物。

#### 大平原原住民

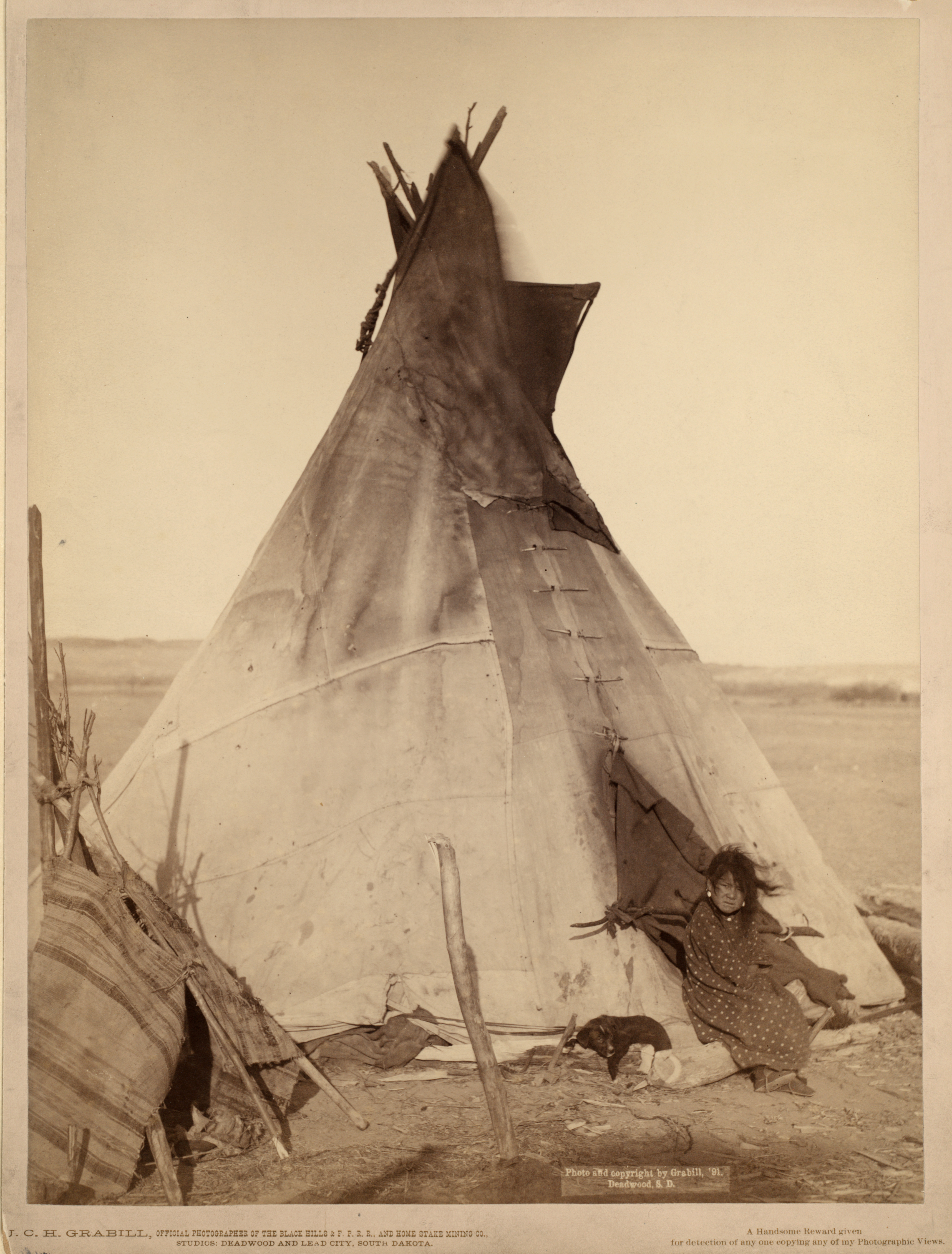
奥格拉拉拉科塔女孩与帐篷（tipi），旁边有一只小狗，地点可能在南达科他州的松岭印第安保留地附近

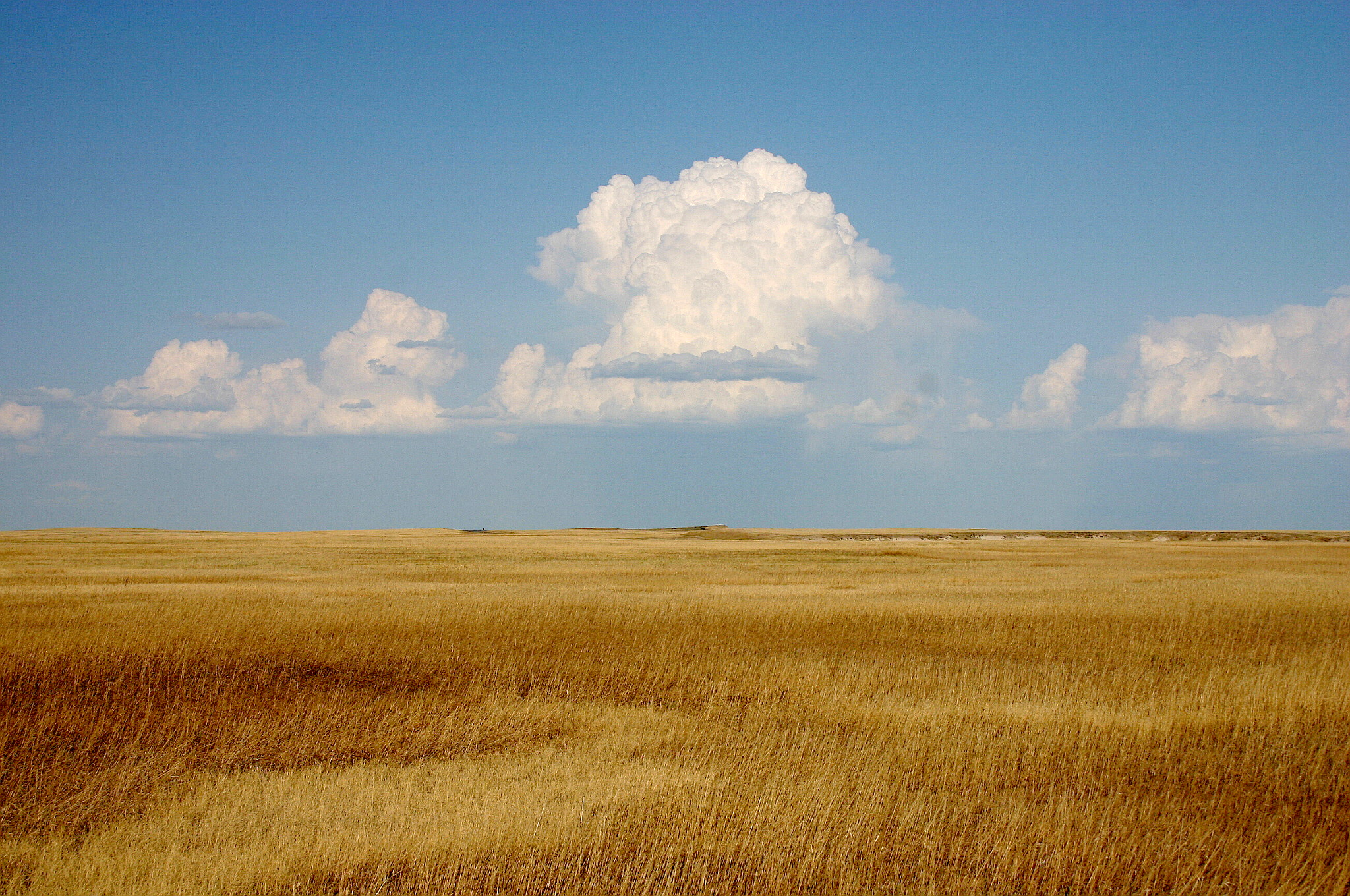
积云悬于南达科他州惡地國家公園上空，此为苏族的原住地

大平原印第安人是指居住在北美洲大平原及其起伏草原地带的美洲原住民。他们以丰富多彩的马文化和与定居者及美军的冲突著称，因此在文学与艺术中常被视为美国印第安人的代表。
大平原印第安人可分为两大类（有时重叠）：一类为完全游牧民族，逐水草而居，追踪美洲野牛群；这类部落偶尔种植玉米和烟草，包括黑脚族、阿拉帕霍族、阿西尼博因人、夏安族、科曼奇人、克罗人、格罗斯文特人、基奥瓦族、拉科塔人、利潘阿帕契人、大平原阿帕契（或基奥瓦阿帕契）、大平原克里人、大平原奥吉布瓦人、萨尔西族、肖松尼人、斯托尼人与通卡瓦族等。
第二类为半定居部落（有时称为草原印第安人），除狩猎野牛外，也定居于村落从事农业。他们包括阿里卡拉族、希达察族、爱荷华族、考族（或堪萨斯族）、基柴人、曼丹族、密苏里亚人、尼米普族（尼兹佩尔塞族）、奥马哈族、奥塞奇族、奥托族、波尼族、庞卡族、夸波族、桑蒂族、威奇托族及扬克顿族（苏族的一支）。
大平原游牧部落主要以狩猎为生，尤以鹿和野牛为主要猎物。其中一些被称为“野牛文化”的组成部族。尽管他们也猎捕麋鹿或叉角羚，但美洲野牛是最主要的猎物。野牛的肉、皮和骨可制成食物、器具、装饰品、刀具和服饰等，几乎是生活一切所需的原材料来源。
他们随野牛迁徙活动而移动，因而居住于可轻易拆卸、便于移动的帐篷（teepees）。自获得西班牙人引入的马匹后，这些部落迅速将其融入日常生活。至18世纪初，多数部落已完全形成马文化。在拥有火枪之前，他们多使用长矛、弓、箭与棍棒狩猎或作战。马的使用大大提升了他们的狩猎和作战能力。
最具实力的大平原部族是达科他人（或称苏族），其活动范围遍及大平原和中西部，从明尼苏达州至落基山脉。他们既控制主要野牛牧场，也掌握重要皮草贸易，与法国与美国商人交换火枪等物资，因而成为美国扩张道路上的最强对手。
苏族分为三个主要支系，按语言方言与文化差异划分：
- Isáŋyathi 或 Isáŋathi（“刀之人”）：居住于达科他州东部、明尼苏达州与爱荷华州北部，称为桑蒂族（Santee）或东达科他人。
- Iháŋktȟuŋwaŋ 与 Iháŋktȟuŋwaŋna（“尽头之村”与“小尽头村”）：活动于明尼苏达河流域，称为扬克顿族与扬克顿奈族，合称Wičhíyena或西达科他人（常被误归类为纳科塔族[22]）。
- Thítȟuŋwaŋ（草原之人）：为最西支系，重视狩猎与战斗文化，称为拉科塔人。

如今，苏族在美国的达科他州、内布拉斯加州、明尼苏达州与蒙大拿州，以及加拿大的马尼托巴与萨斯喀彻温省等地，分布于多个保留地、部落社区与保留区内，维持着各自的部落政府。

### 早期歐洲探索和移民

#### 中间地带理论
理查德怀特的开创性著作介绍了中间地带理论，他的書《中间地带：大湖区的印第安人、帝国和共和国》（The Middle Ground: Indians, Empires, and Republics in the Great Lakes Region, 1650–1815）最初于1991年出版。怀特这样定义中间地带：
|  | 中间地带是文化、民族之间以及帝国和非国家村庄世界之间的地方。 这是许多北美臣民和帝国盟友居住的地方。 它是介于欧洲入侵和占领的历史前景和印第安战败撤退的背景之间的地带。 |

怀特特别指定“与流入五大湖北部的河流接壤的土地和湖泊以南到俄亥俄州的土地”作为中间地带的位置。 这包括现代中西部的俄亥俄州、印第安纳州、伊利诺伊州、威斯康星州和密歇根州以及加拿大的部分地区。
中间地带是在法国人和印第安人之间建立的相互适应和共同意义的基础上形成的，随着法国人在七年战败后放弃了他们在该地区的影响力，法国人和印第安人逐渐失去了他们的影响力，这种意义随后发生了变化和退化。中间地带的主要方面包括混合文化、毛皮贸易、与法国和英国的土著联盟、在独立战争期间和之后与美国的冲突和条约，及印地安人最终被清洗的19世纪。

#### 新法兰西
17世纪，随着法国对该地区的探索，欧洲人开始在该地区定居，并被称为新法兰西。 法国时期始于1534年雅克·卡蒂亚对圣劳伦斯河的勘探，结束于他们在巴黎条约中将北美的大部分资产转让给英国。

#### 马凱特和若利埃

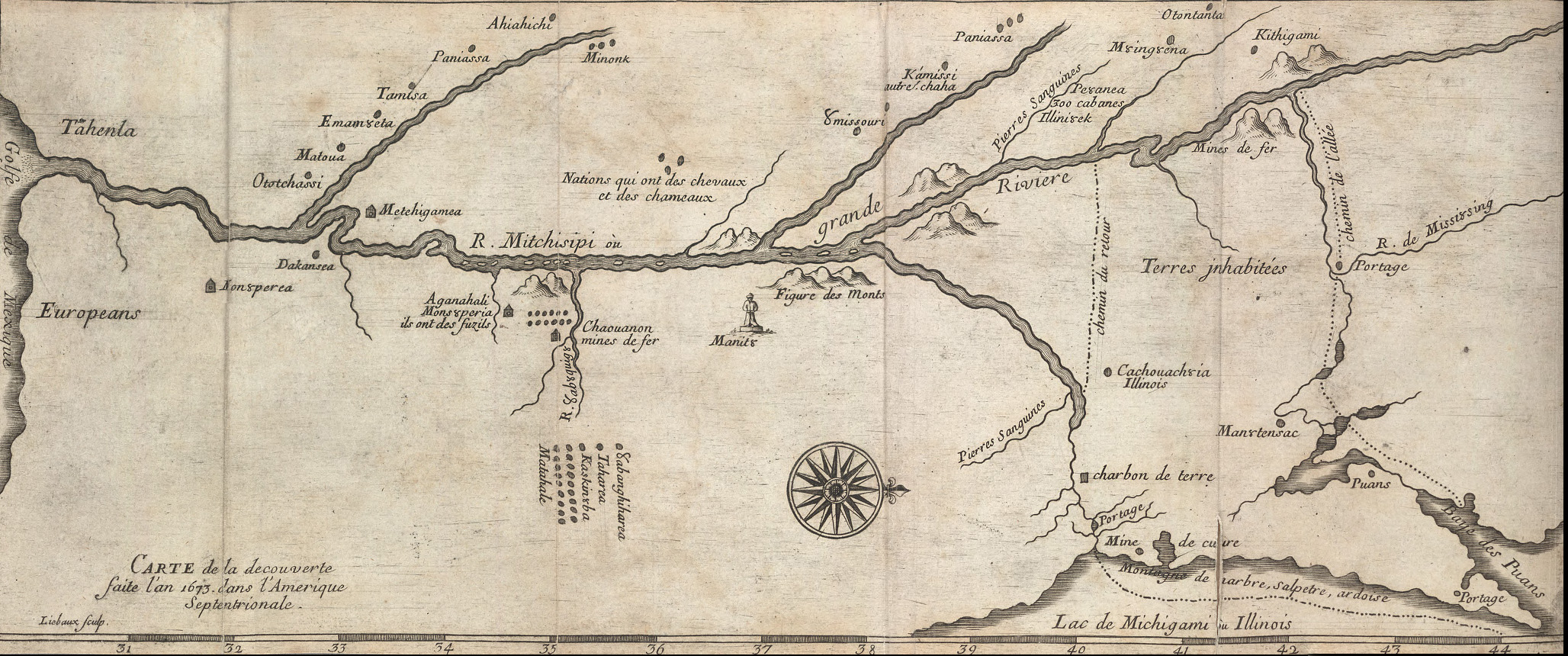
雅克·马凯特和路易斯·若利埃繪製的他們的探索線路

1673 年，新法兰西总督派遣天主教神父兼传教士雅克·马凯特和毛皮商人路易斯·若利埃绘制通往太平洋西北航道的路线图。 他们穿过密歇根的上半岛，到达密歇根湖的北端。 他们乘独木舟穿过巨大的湖泊，在今天的威斯康星州格林贝登陆。 他们于1673年6月17日进入密西西比河。
马凯特和若利埃很快意识到密西西比河不可能是西北航道，因为它向南流。 尽管如此，旅程仍在继续。 他们记录下了他们遇到的大部分野生动物。 他们在密西西比河和阿肯色河的交汇处掉头往回走。马凯特 和 若利埃 是第一个绘制密西西比河北部地图的人。 他们证实，从圣劳伦斯河经五大湖一直到墨西哥湾的水路旅行很容易，沿途居住的土著人民普遍友好，而且这片土地的自然资源 两者之间是非凡的。 由拉萨尔领导的新法国官员跟进并建立了一个 4,000 英里（6,400 公里）的毛皮贸易站网络。

#### 皮草交易

1700年左右的皮草貿易區域

毛皮贸易是欧洲和印第安早期关系不可或缺的一部分。 这是他们建立互动的基础，也是一个会随着时间发展的系统。经常交易的商品包括枪支、衣服、毛毯、布料、布料、烟草、银和酒。
法国和印第安的货物交换被称为交换礼物而不是贸易。 这些礼物对两者之间的关系比简单的经济交流具有更大的意义，因为贸易本身与它培养的社会关系和它建立的联盟密不可分。在法国和阿尔冈昆交织的贸易体系中，父亲和他的孩子的阿尔冈昆家族隐喻塑造了该地区法国人和原住民之间的政治关系。 被视为隐喻父亲的法国人被期望满足阿尔冈昆人的需要，作为回报，阿尔冈昆人，即隐喻的孩子，将有义务协助和服从他们。 进入印第安村庄的商人促进了这种象征性交换系统，以建立或维持联盟和友谊。
留在该地区的人成为非法贸易商，他们可能寻求这些婚姻以确保他们的安全。 法国商人与印第安妇女结婚的另一个好处是，印第安妇女负责加工毛皮贸易所需的毛皮。 妇女是毛皮贸易不可或缺的一部分，她们的贡献受到称赞，以至于印第安妇女的参与不足曾被认为是贸易商失败的原因。当法国毛皮贸易在 1716 年重新开放时，发现积压的毛皮已被破坏，合法的法国商人继续与印第安妇女结婚并留在他们的村庄。随着女性在皮草贸易中的影响力越来越大，对布料的需求也越来越大，布料很快成为最受欢迎的贸易商品。
1690 年代左右，英国商人进入俄亥俄州，作为法国人在毛皮贸易中的有力竞争者。 英国的贸易商几乎总是向印第安人提供比法国人更好的商品和更好的价格，而印第安人能够利用这一点来发挥自己的优势，迫使法国人和英国人为了自己的利益而相互竞争。印第安对某些布料的需求尤其助长了这场竞争。然而，这种情况在七年战争之后发生了变化，英国战胜了法国，新法兰西被割让给了英国。
英国人试图与当地的印第安人建立更加自信的关系，消除他们现在认为没有必要的送礼习俗。这与威士忌过剩的贸易关系平淡无奇、价格普遍上涨以及其他商品短缺一起导致印第安人的动荡，而决定大幅减少朗姆酒交易量的决定加剧了这种动荡，英国商人多年来一直将其纳入贸易。 这最终将在1763年爆发的庞蒂亚克战争中达到高潮。冲突之后，英国政府被迫妥协并松散地重建了一个与法国相呼应的贸易体系。

### 美國進入

#### 西北領地
早期移民也開始經由陸路（經由Braddock Road）或水路（經由大湖區）來越過阿帕拉契山脈。今日的位於俄亥俄河起點的匹茲堡（當初被稱作皮特堡（Fort Pitt））為早期中西部殖民經由陸路的前哨站。第一批藉由陸路來到內陸地區的拓荒者聚居於俄亥俄州南方及肯塔基州的俄亥俄河兩岸，較廣為人知的拓荒者有丹尼尔·布恩。而藉由水路經由大湖區來到中西部的第一批拓荒者則是以軍隊碉堡或交易港口為中心開始發展，諸如今日威斯康辛州的綠灣及密西根州的底特律。
隨著美國獨立戰爭的結束，自東部各州來到中西部的拓荒者開始快速增加。在1790年代，獨立戰爭時期的退伍軍人和來自東部各州的拓荒者由於美國聯邦政府的土地授與法案的通過開始移居此一地區。而賓夕法尼亞的長老教會、荷蘭卡爾文教會、贵格会及康乃迪克州的公理會是最早移居俄亥俄和中西部地區的先鋒。

#### 刘易斯和克拉克
1803年，托马斯·杰斐逊总统委托刘易斯和克拉克远征，该远征于1804年5月至1806年9月间进行。从伊利诺伊州的杜波依斯营出发，目标是探索路易斯安那购买地，并建立贸易和美国对密苏里河沿线土著人民的主权。 刘易斯和克拉克探险队与密苏里河以西的20多个土著国家建立了关系。 探险队于1806年春天向东返回圣路易斯。

中西部早期的歐洲和美國探險家
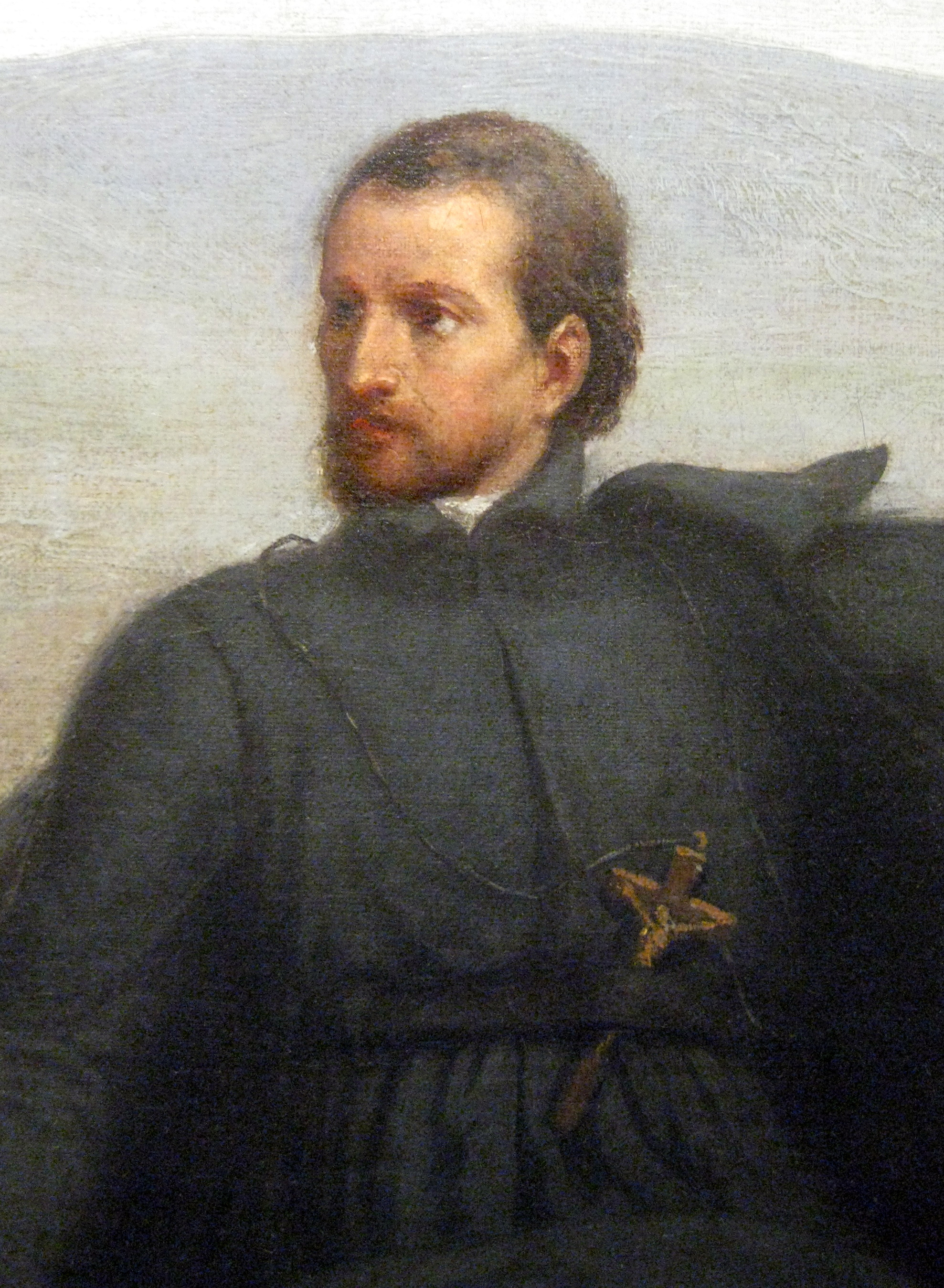
雅克·马凯特
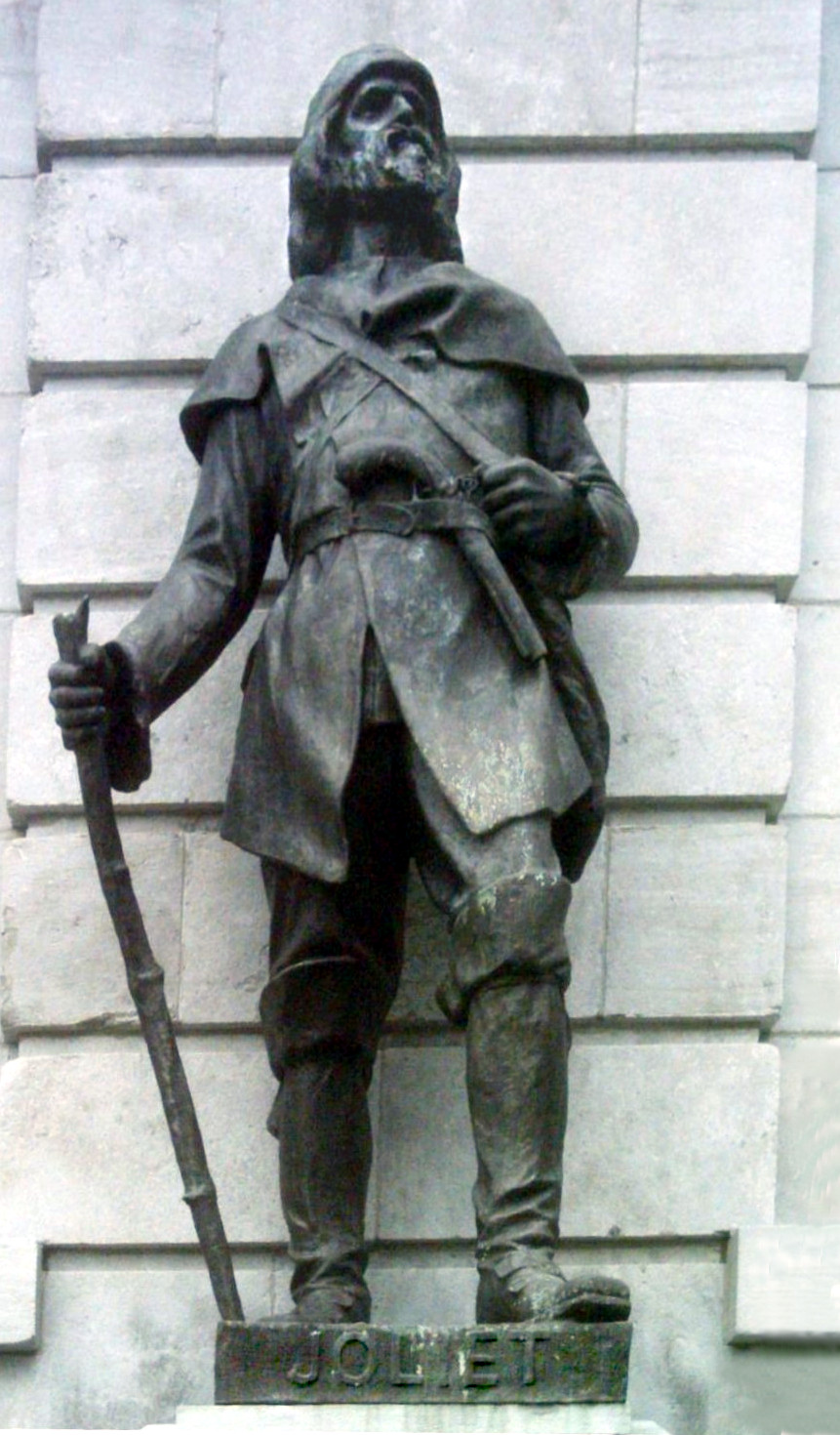
路易斯·若利埃
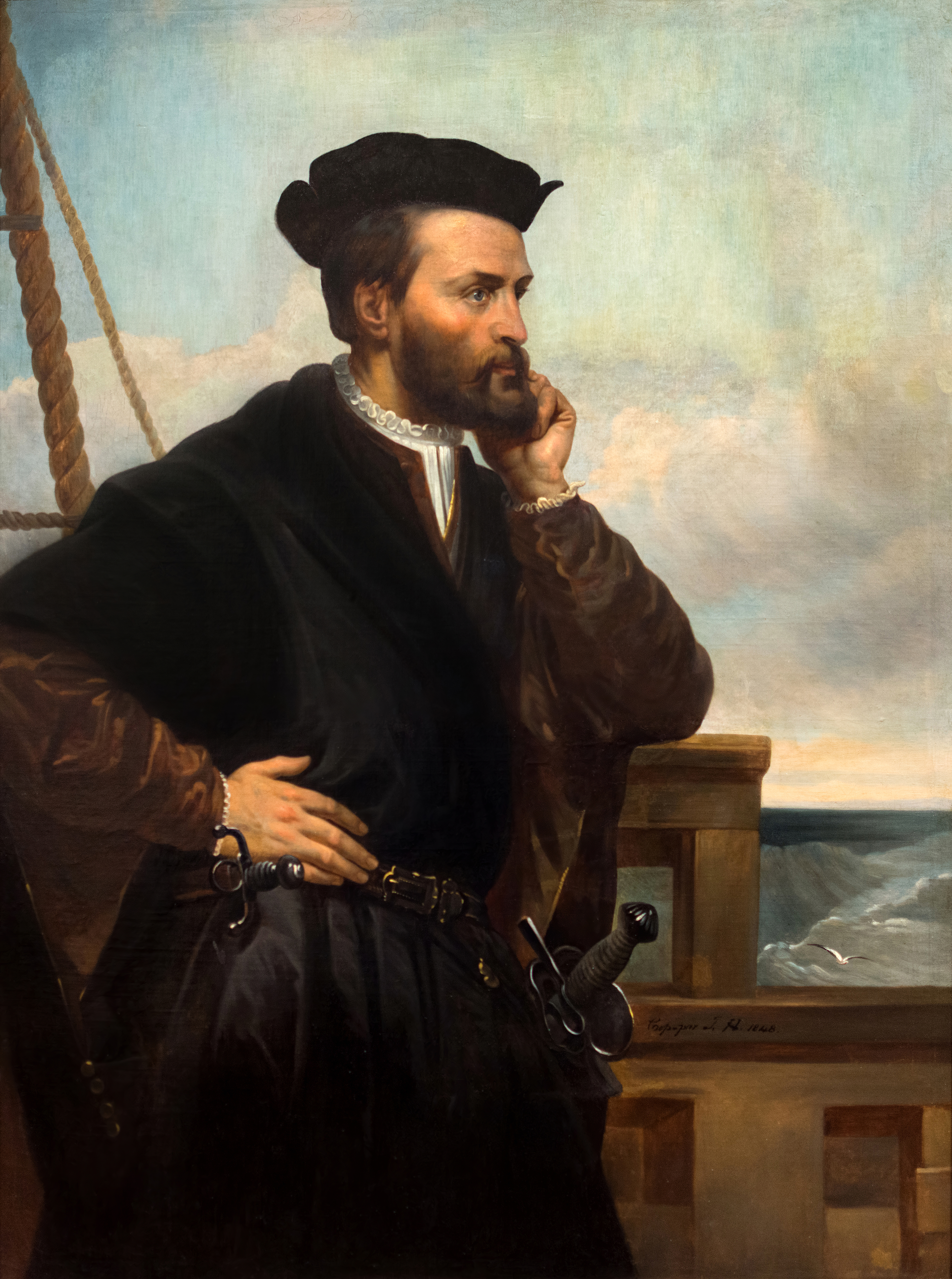
雅克·卡蒂埃
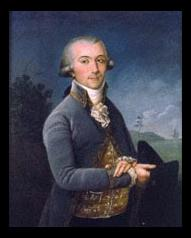
皮埃尔·拉克莱德
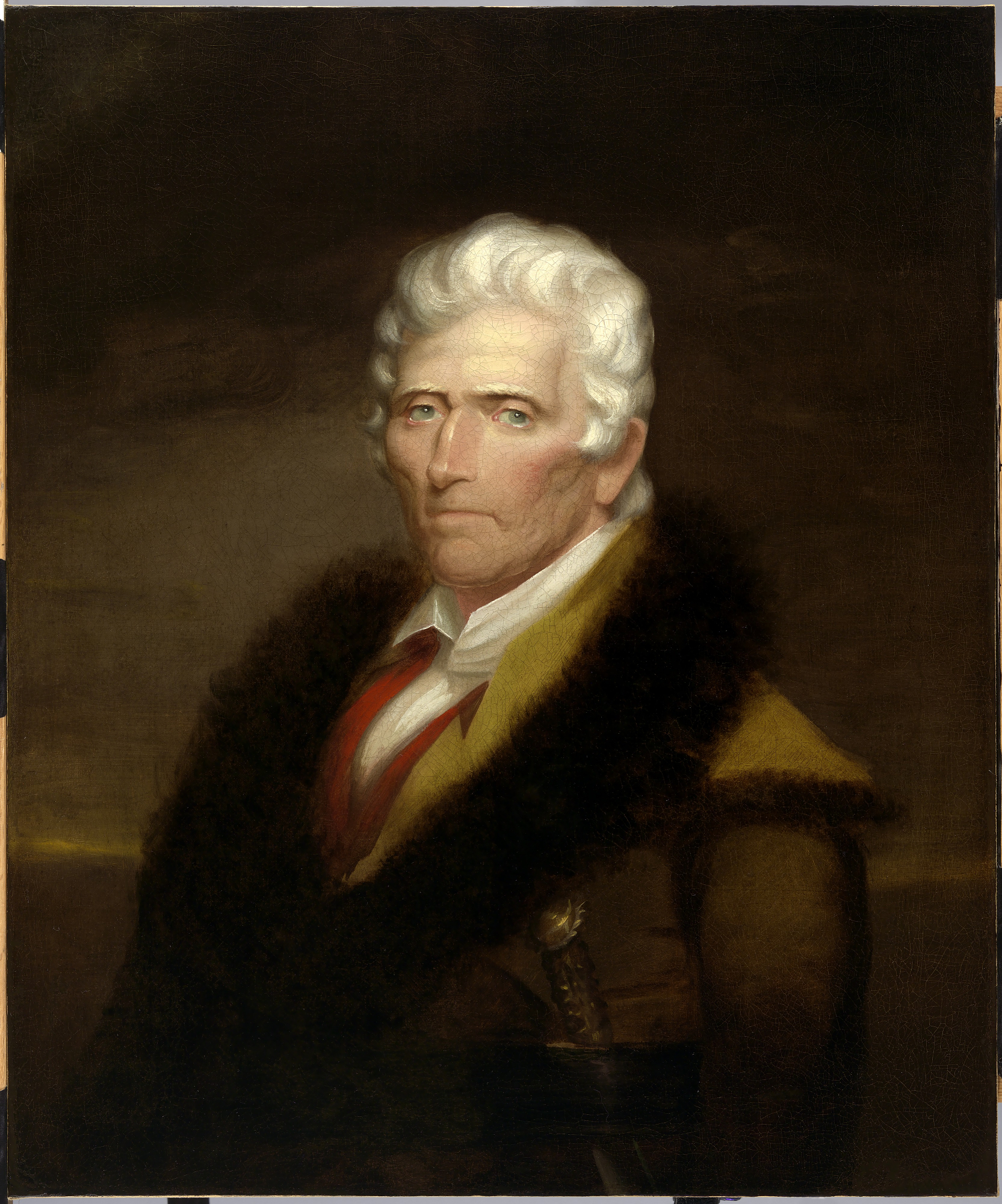
丹尼爾·布恩
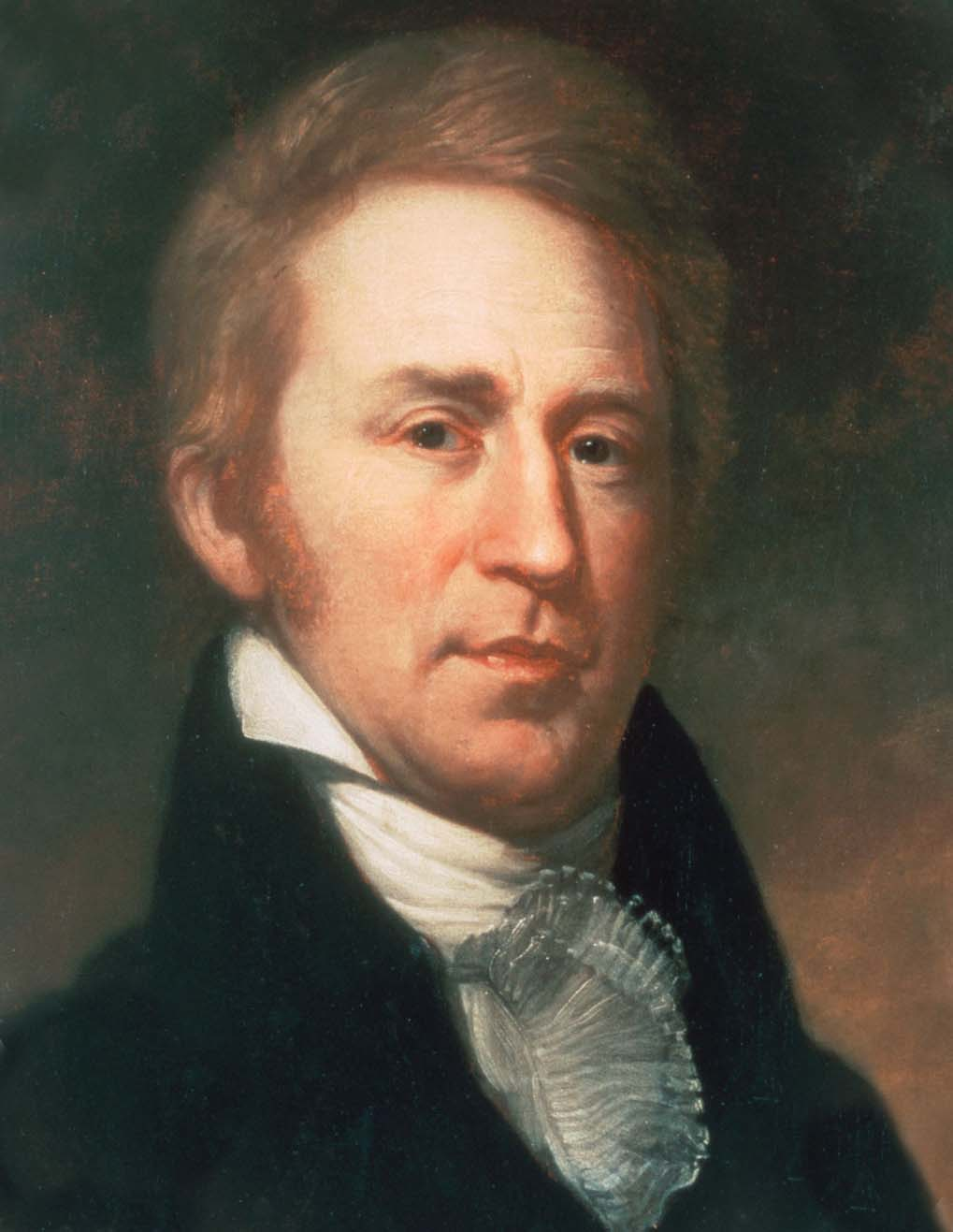
威廉·克拉克
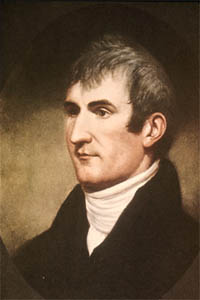
梅里韋瑟·路易斯

### 19世紀
在美國南北戰爭時期，移居美洲大陸的歐洲移民通常會繞過當時東岸地區的美國直接定居在美洲大陸內陸地區，這些地區包括俄亥俄州、威斯康辛州、伊利諾州及密蘇里州東部的德國路德教派，威斯康辛州、明尼蘇達州及愛荷華州北部的瑞典及挪威移民，以及德國的羅馬天主教徒和猶太人所建立的中西部城市。許多德國天主教徒也經由俄亥俄河谷地區在移居到大湖區的邊緣。
20世紀時，隨著工廠和學校所帶來的各種新契機，非裔移民開始由美國南方移入中西部各州，也大幅改變包括芝加哥、聖路易、底特律和其他大都市的都市文化及景觀。由於中西部地區的肥沃土壤，這一地區盛產包括玉米、燕麥及小麥的各種穀物，其中以小麥最為重要，因此早期中西部也被稱為美國的「麵包籃」。
另外水路也是中西部地區發展最重要的因素之一，其中最居功厥偉的是流入密西西比河的俄亥俄河。1795年之前，由於西班牙箝制住密西西比河的南方流域並拒絕美國農產品經由密西西比河進入大西洋，中西部的發展也因此受到限制而停頓。
而中西部的河流也是促成馬克吐溫筆下兩本美國經典名著—《密西西比河上的生活》及《頑童歷險記》—的靈感來源。馬克吐溫的故鄉，密蘇里州的漢尼拔，目前已經成為著名的觀光景點並提供遊客一窺當年中西部生活方式的機會。
而另一條開拓中西部的水路是經由大湖區而來的航路，1825年時所開鑿完成的伊利運河使中西部的貨物可以經由完全水運的方式直接運到紐約港，較之前由密西西比河迂迴的水路來的便捷。而伊利運河也促成許多湖港都市的興盛以因應這一條新航路的完成。在工業革命期間，湖運為將明尼蘇達州梅薩比嶺（Mesabi Range）區域所產的鐵礦石運到大西洋州煉鐵廠的主要輸運管道，之後所開闢的聖羅倫斯海道（Saint Lawrence Seaway）便是為中西部物產運送到大西洋所開闢的航道。而在俄亥俄州及印第安那州境內的陸運河則是連接俄亥俄河與大湖區另一條重要的水路。

### 內戰時期

#### 奴隸制和地下鐵路

1789–1861年美国各州与领地是否允许奴隶制的演變

由於位於中西部核心的西北領地是美國首先禁止蓄奴的地區（美國東北部於1830年代禁止蓄奴），中西部在文化上承繼了有別於美國其他部分的自由先驅精神並引以為傲。而這個區域的南界為俄亥俄河，是美國歷史與文學上象徵自由和蓄奴的分界線（可見斯托夫人的《汤姆叔叔的小屋》和托尼·莫里森的《寵兒》（Beloved））。中西部特別是俄亥俄州，提供了地下鐵路給越過俄亥俄河的黑奴經由伊利湖前往加拿大。
中西部區域是由包括不蓄奴（除密蘇里州外）、先期居民、自由的一個課堂式的公立學校、由美國獨立戰爭退伍軍人所帶來的民主觀念、新教徒信仰、經由俄亥俄河及鐵路運送而累積的農產財富所塑造成型。在俄亥俄州及印第安那州境內的運河更是開啟中西部農產運銷的關鍵，中西部的農業生產帶動了世界最大的人口和經濟成長並為日後的「合併市場（emerging markets）」奠下基礎。由中西部俄亥俄河經伊利運河的貨輪所運載的日用物資更是超越波士頓地區及費城地區，間接貢獻了紐約地區所累積的財富。
在南北战争时代，中西部主要是乡村，小农场点缀在俄亥俄、印第安纳和伊利诺大地；然而，工业化、移民和城市化孕育了工业革命，中西部大湖地区成为工业进步的中心。在19和20世纪，德国、斯堪地那维亚、斯拉夫和非洲裔美国移民涌入中西部地区，形成以基督教新教为主、多种信仰并存的地区风格。天主教徒集中在大城市，是因为1915年以前德国、爱尔兰、意大利和波兰移民的增加，以及1950年以后墨西哥移民人口暴增。著名的阿米什社区在俄亥俄、印第安纳北部及伊利诺中部也常见。

#### 喋血堪萨斯

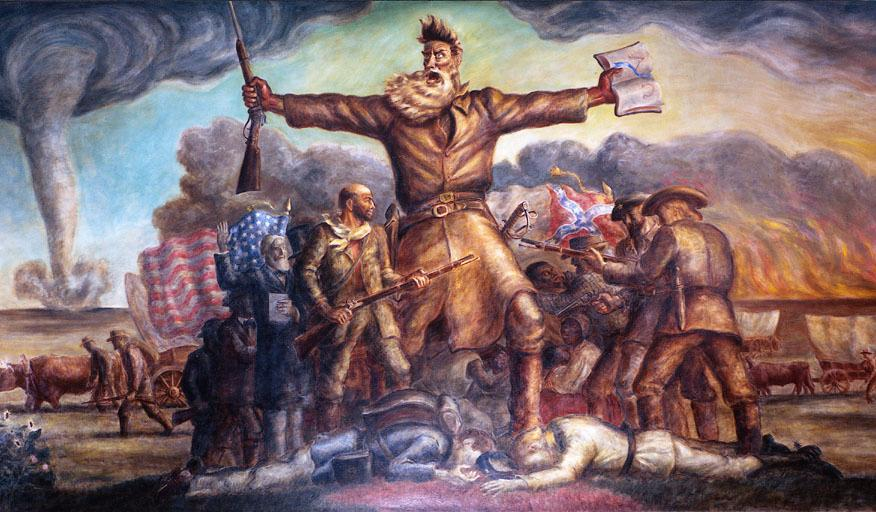
堪萨斯州议会大厦壁画《悲剧序曲》

最早导致美国内战的暴力冲突发生在两个中西部邻州——堪萨斯与密苏里之间，时间约为1854年至1858年。冲突双方为反奴的自由州派与亲奴的“边疆恶棍”，主要发生于堪萨斯领地及密苏里西部边境小镇。争议核心为堪萨斯是否将以自由州或蓄奴州身份加入联邦。因此“流血的堪萨斯”实际上成为美國北方与南方就奴隶问题展开的一场代理人战争。该词最早由《纽约论坛报》主编霍勒斯·格里利提出。
直接诱因是1854年的堪萨斯-内布拉斯加法案。该法设立堪萨斯与内布拉斯加领地，开放新土地供拓殖，废除1820年密苏里妥协案，并允许居民依人民主权决定是否实行奴隶制。法案原旨在缓和南北对立——南方可向新领地扩展奴隶制，北方则可在己州废奴。但反对者斥其为向奴隶权力低头的让步。

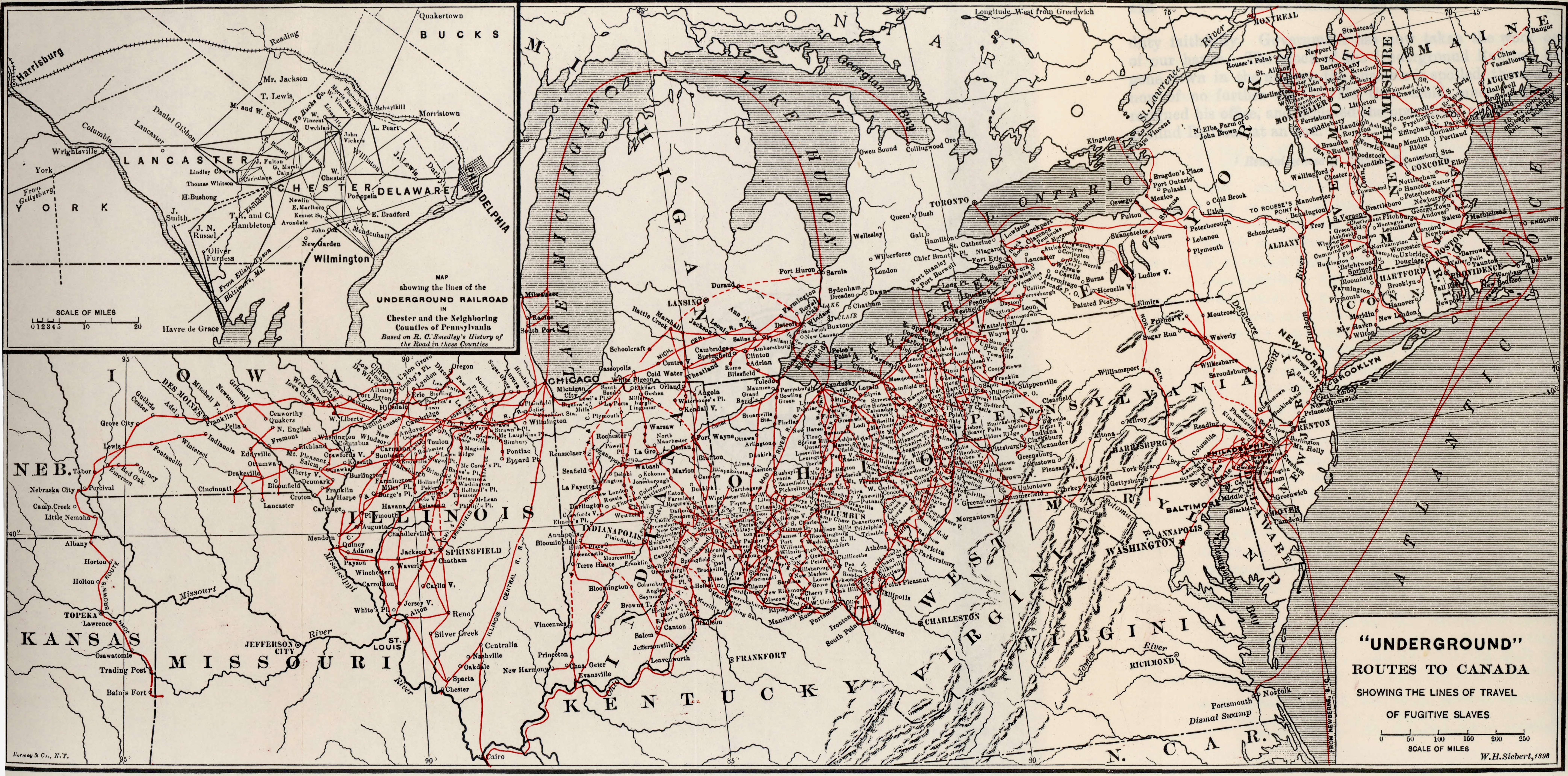
地下铁路各路线图

虽然人民主权理念表面上民主，允许居民决定奴隶制与否，但结果却引发两派大规模迁入堪萨斯争夺控制权。某阶段，堪萨斯甚至出现两个政府、两部宪法，仅其中一个获得联邦承认。1861年1月29日，堪萨斯作为自由州加入联邦，距萨姆特堡战役爆发不足三个月。
1856年5月21日，反奴的劳伦斯镇遭密苏里武装亲奴派洗劫。几日后，作为报复，废奴主义者约翰·布朗与其六名追随者于富兰克林县的波托瓦托米溪大屠杀中处决五名男子。此“边境战争”从5月持续至10月，双方为亲奴与自由土地派武装队伍。美军当时在堪萨斯驻有两个据点，一为利文沃斯堡的第一骑兵团，另一为赖利堡的第二龙骑兵与第六步兵团。直到1856年末，新任州长约翰·W·吉尔里（John W. Geary）劝退密苏里人回乡，战事方才缓解。
全国舆论对此事件反应强烈，显示国家分裂之深。南方普遍赞扬“边疆恶棍”，尽管其行为造成多人死亡；北方多数人对布朗之举保持沉默，部分人士更称颂为义举。1860年11月亚伯拉罕·林肯当选总统，成为南方脱联的导火索。
美国联邦政府获得20个以废奴为主的北方州支持，以及5个保留奴隶制度的边境州支持。中西部各州除密苏里外均禁止奴隶制。尽管战事主要发生在南方，堪萨斯与密苏里间的冲突延续至1863年8月21日劳伦斯大屠杀，昆特里尔突击队突袭劳伦斯，杀害逾150人，焚毁全部商业建筑及多数民居。

### 20世紀前期
在反移民和反天主教的恐惧的推动下，第二个三K黨在 1920 年代初期在中西部经历了短暂的激增。 20年代的三K党是一个地方性的会员制组织，但其自治的地方人并不协调，对立法的影响不大。 成员们希望强制执行恶习法，尤其是许多移民违反的禁酒令。 三K党在印第安纳州达到了知名度的顶峰，据说州长与这个秘密组织有联系。 然而由于州领导人绑架、强奸和杀害一名年轻女子的丑闻，印第安纳州三K黨的数百个分会一夜之间垮台。 三K党代表了一种循规蹈矩的冲动。 米德尔敦（实际上是印第安纳州曼西市）成為了罗伯特·林德 (Robert S. Lynd) 进行的开创性社会学研究的基地。 这本书揭示了一个强大的商业阶层，他们提倡公民助推主义、爱国主义和直接投票，同时阻止政治激进主义和异议。

#### 移民与工业化

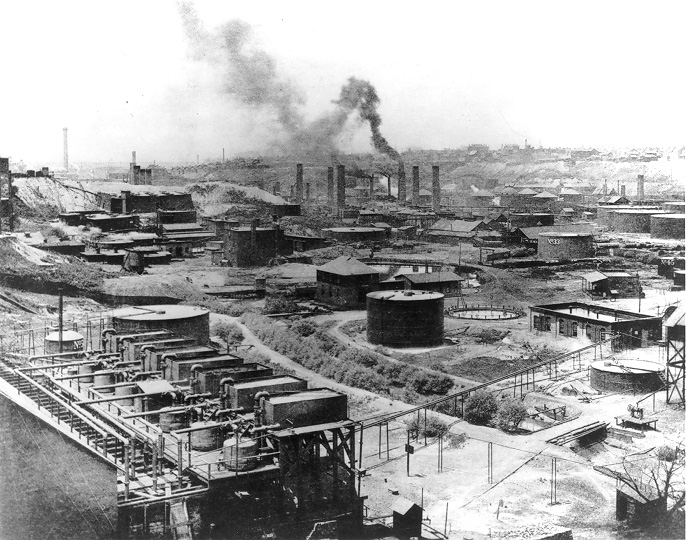
标准石油公司的首家炼油厂由商人约翰·D·洛克菲勒在克利夫兰设立

至美国内战时期，欧洲移民开始跳过美国东海岸，直接前往内陆定居：德国裔美国人前往俄亥俄州、威斯康星州、明尼苏达州、密歇根州、印第安纳州、伊利诺伊州、爱荷华州、内布拉斯加州、堪萨斯州和密苏里州；爱尔兰裔美国人多聚集于如克利夫兰、芝加哥等五大湖港口城市；丹麦人、捷克人、瑞典人与挪威人定居于爱荷华、内布拉斯加、威斯康星、明尼苏达及达科他地区；芬兰人则主要前往密歇根上半岛与明尼苏达中北部及威斯康星。波兰人、匈牙利人与犹太人则多定居于中西部城市。
内战时期，美国仍以农村为主，中西部也遍布小农庄。19世纪末，工业化、移民潮与城市化推动了工业革命的发展，而其中的核心动力与创新中心正是中西部的五大湖地区，直到20世纪末才开始逐渐衰退。
经济繁荣吸引农村居民与海外移民涌入。制造业、零售业与金融业成为支柱，对美国经济产生深远影响。
除制造业外，印刷、出版与食品加工业在中西部最大城市的经济中也占有重要地位。芝加哥是多个工业巨头的商业基地，如约翰·克雷拉、约翰·惠特菲尔德·本、理查德·克兰、马歇尔·菲尔德、约翰·法威尔、朱利叶斯·罗森瓦尔德等，他们为中西部乃至全球工业奠定了基础。 另一方面，标准石油公司创始人约翰·D·洛克菲勒在克利夫兰建立石油帝国，曾有一段时期，克利夫兰聚居着全球超过一半的百万富翁，他们多居住在著名的“百万富翁大道”。
20世纪，非洲裔美国人自美国南部迁往中西部，改变了芝加哥、圣路易斯、克利夫兰、密尔沃基、堪萨斯城、辛辛那提、底特律、奥马哈、明尼阿波利斯等多个城市面貌。工厂与学校吸引成千上万家庭追寻新机会。仅芝加哥便吸纳了数十万非裔居民，来自于第一次大迁徙与第二次大迁徙浪潮。

位于圣路易斯的不锈钢结构拱门国家纪念碑，形似扁平悬链线拱，为美国最高的人工纪念碑，也是世界最高的拱形结构。它作为美国向西扩张的纪念碑建成，为拱门国家公园的核心（该公园原名“杰斐逊国家扩张纪念地”，2018年更名），现为圣路易斯及整个中西部的重要象征。

中西部出身的实业家和设计家
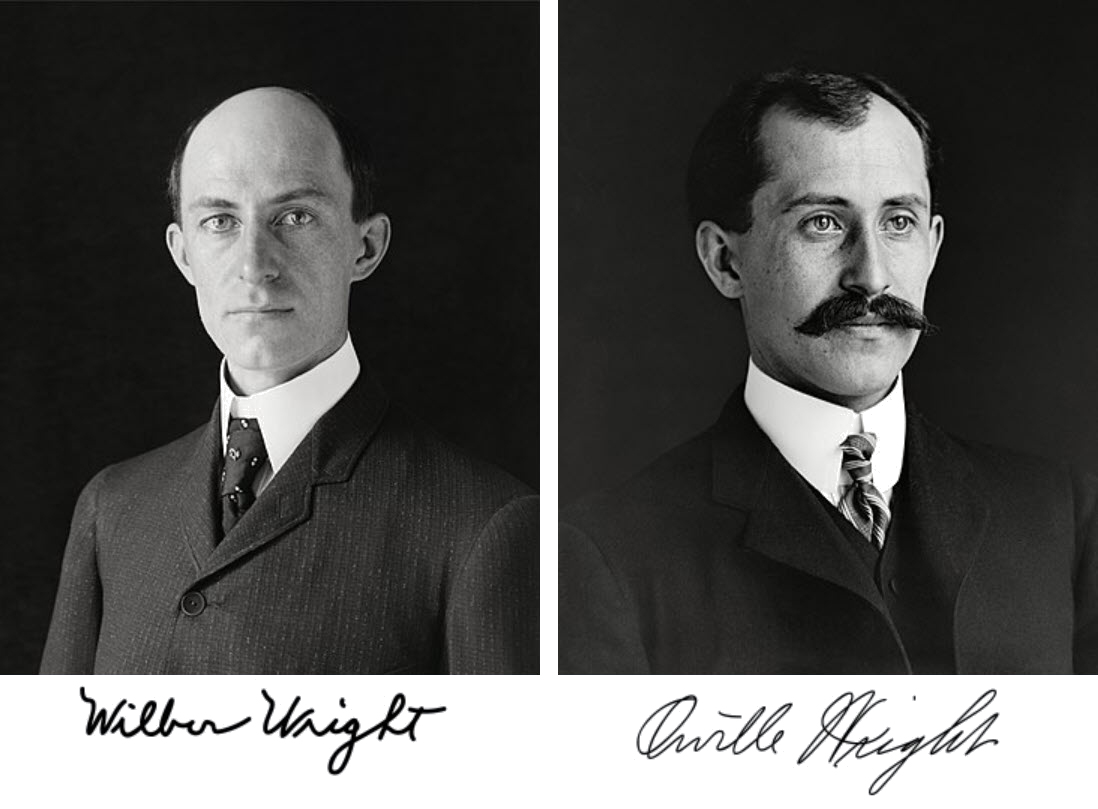
萊特兄弟
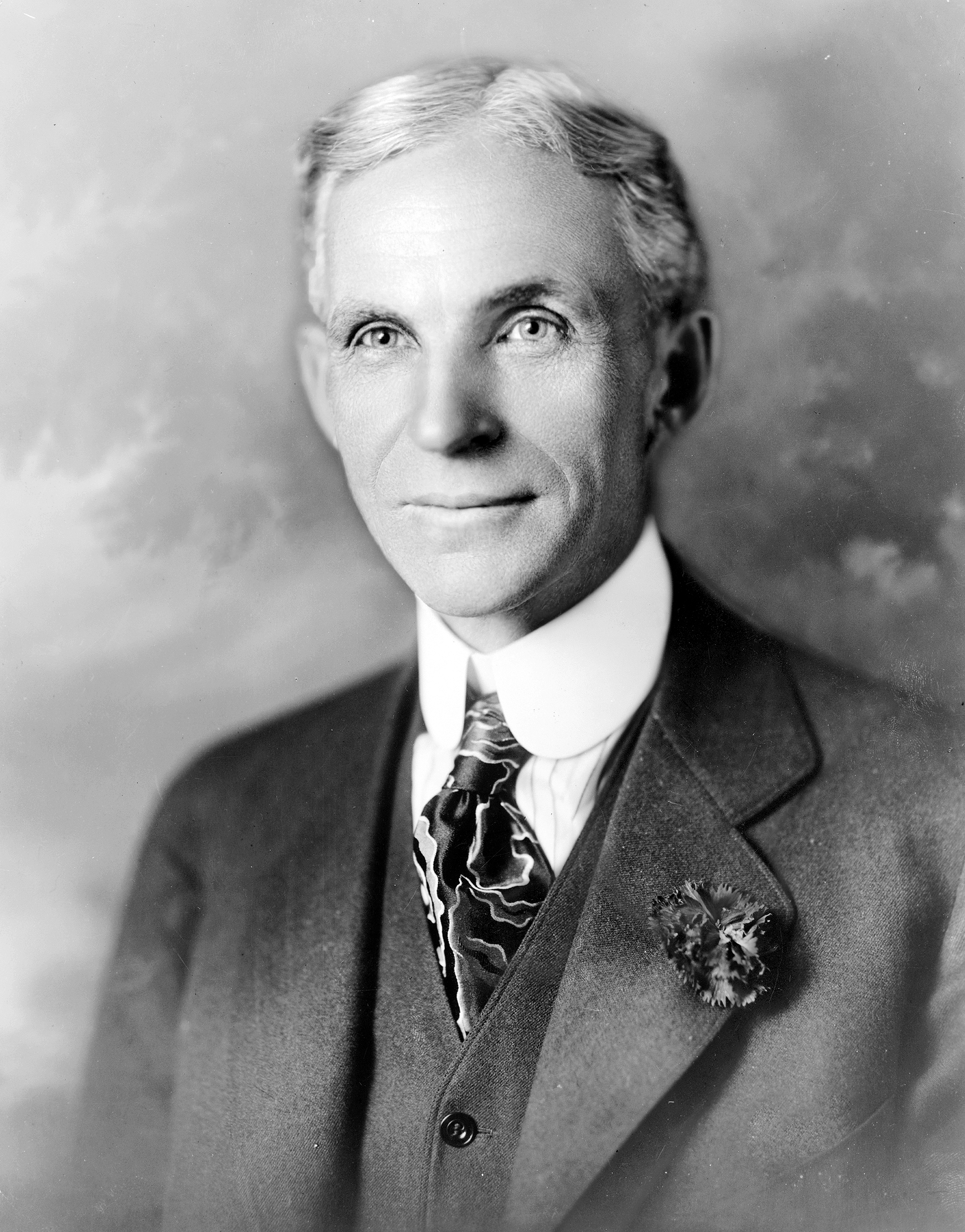
亨利·福特
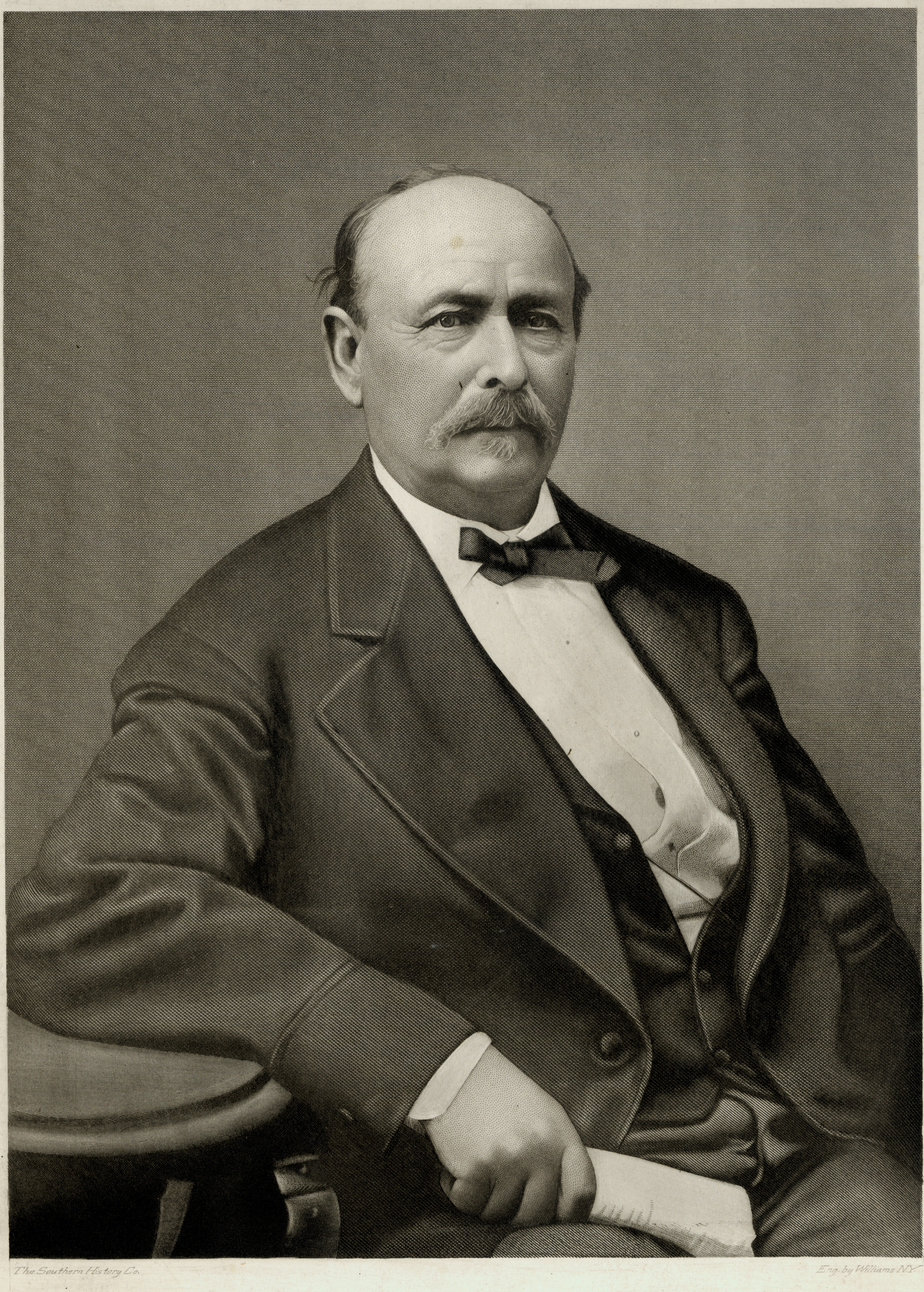
埃爾伯特·安海瑟
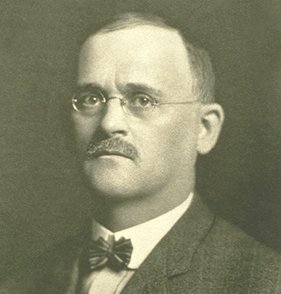
威爾·凱斯·家樂
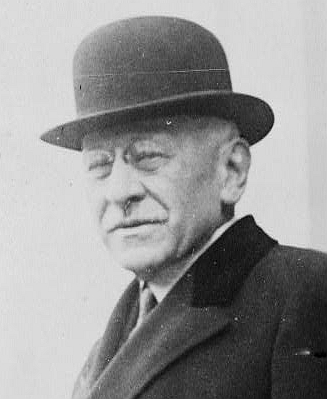
朱利叶斯·罗森瓦德
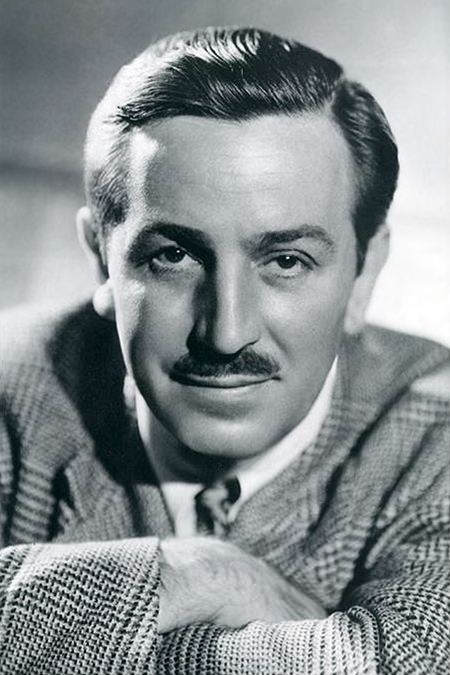
瓦尔特·迪士尼
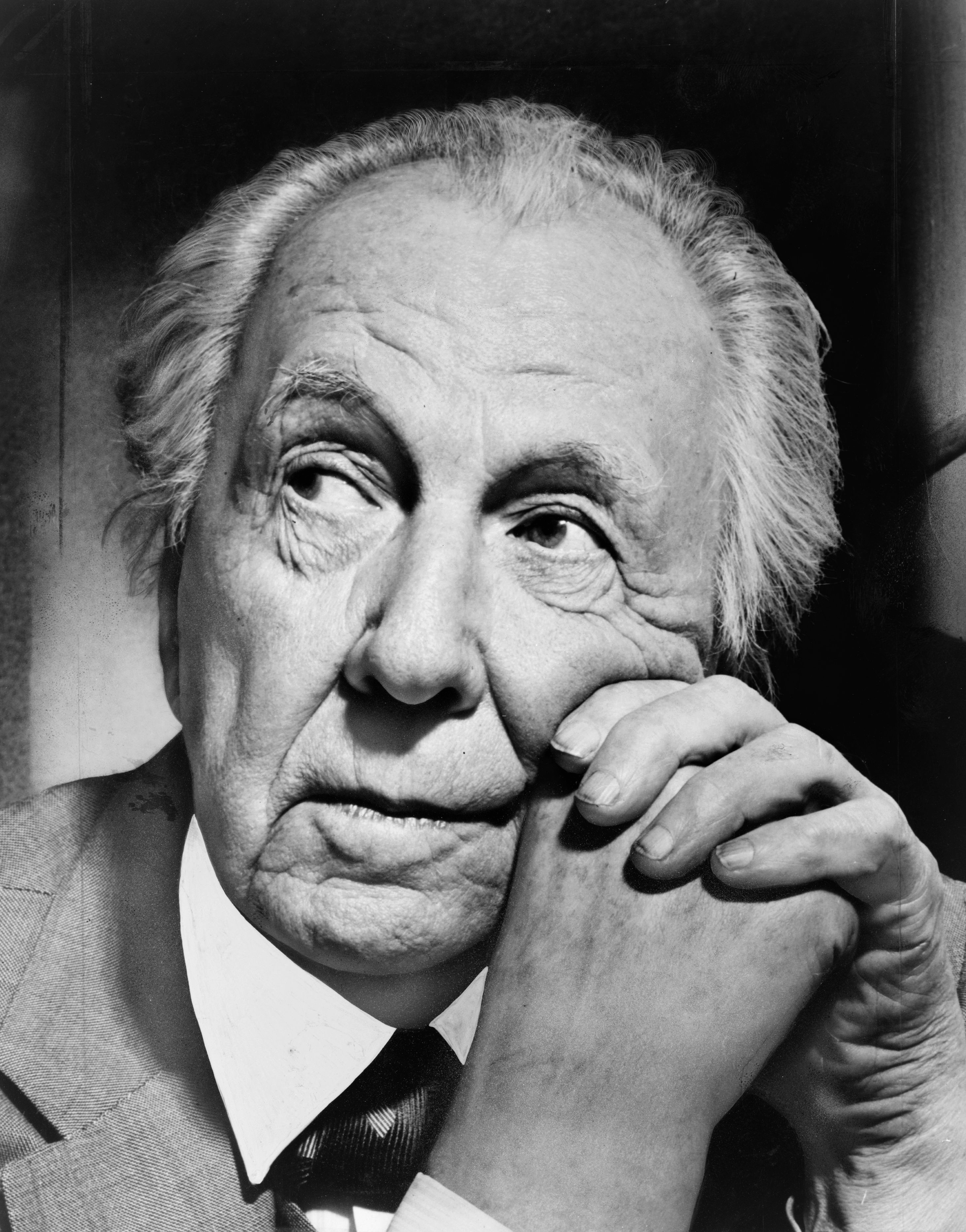
弗蘭克·勞埃德·賴特
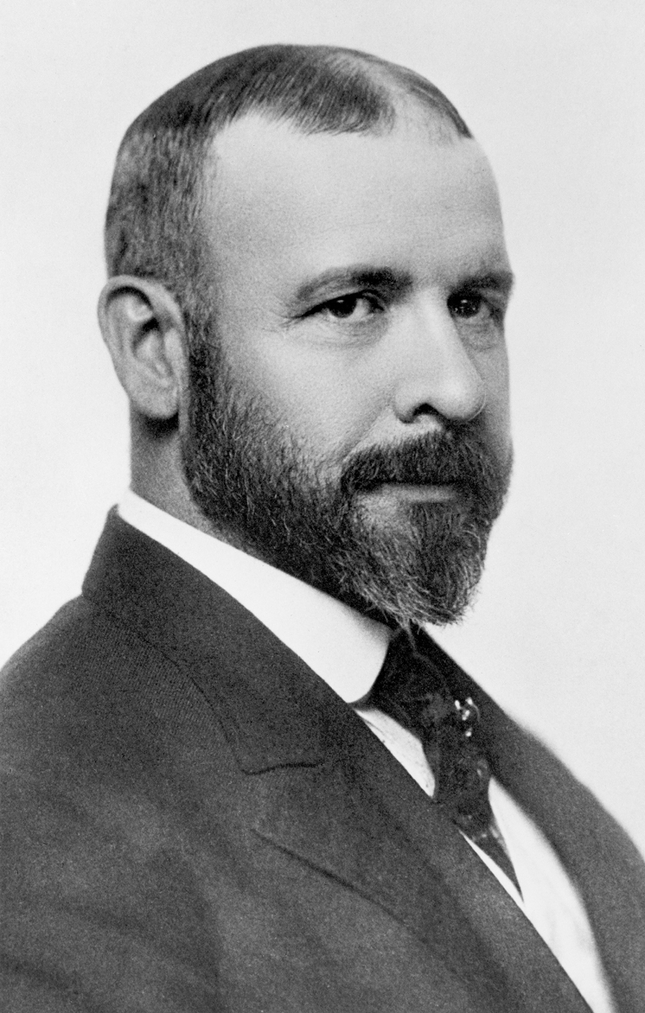
路易斯·沙利文
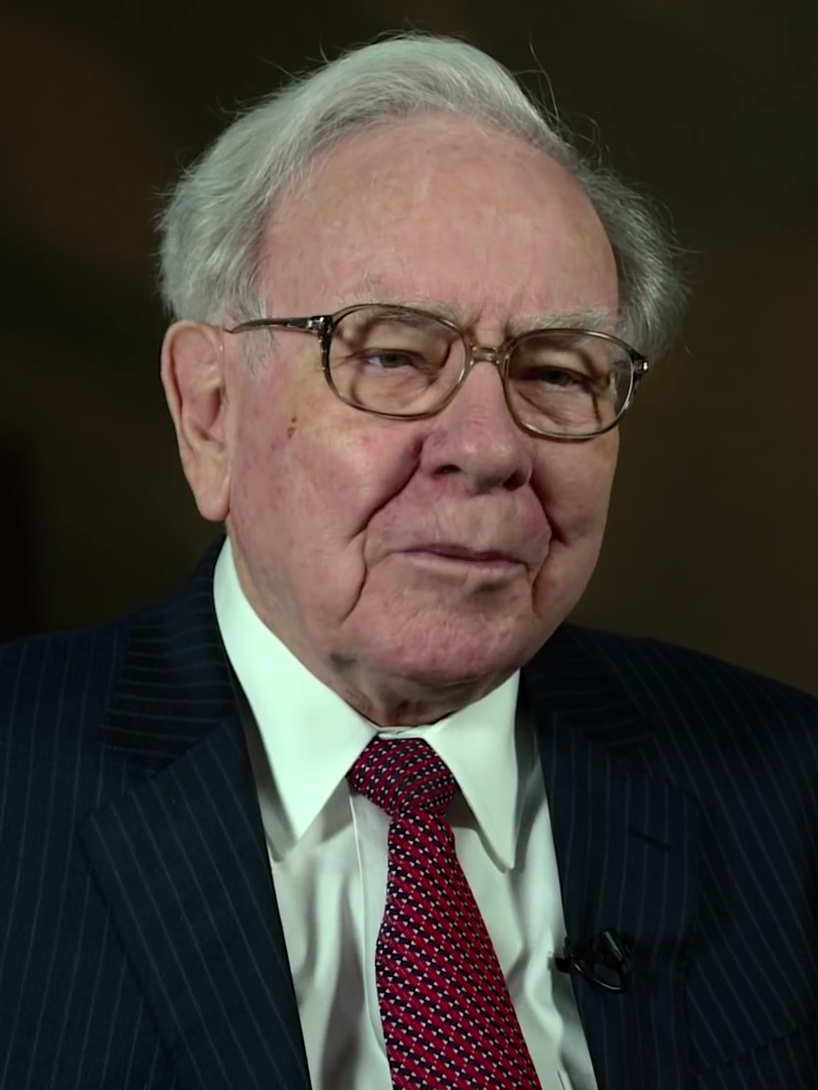
沃伦·巴菲特
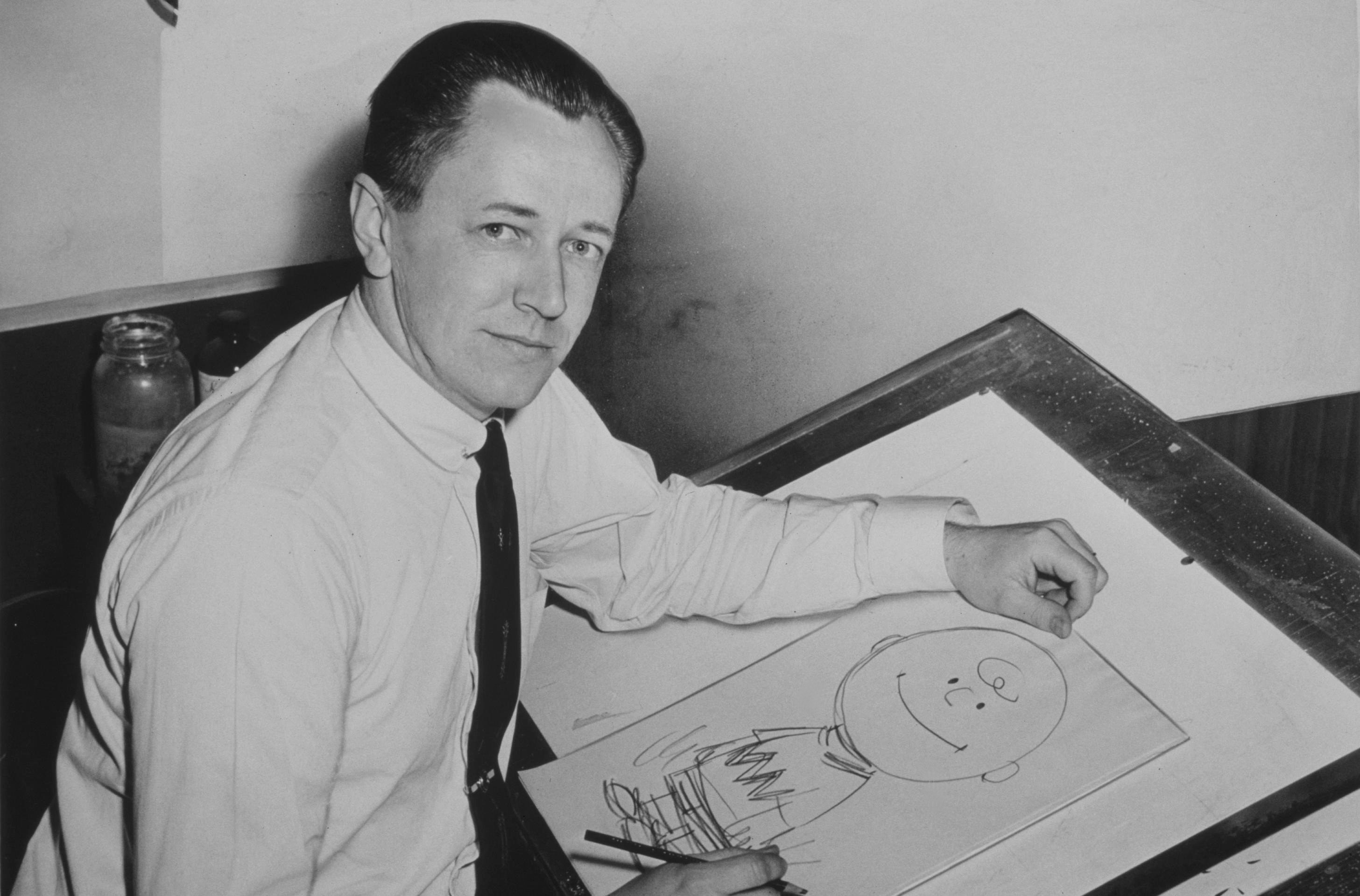
查尔斯·舒尔茨

#### 德裔人口湧入

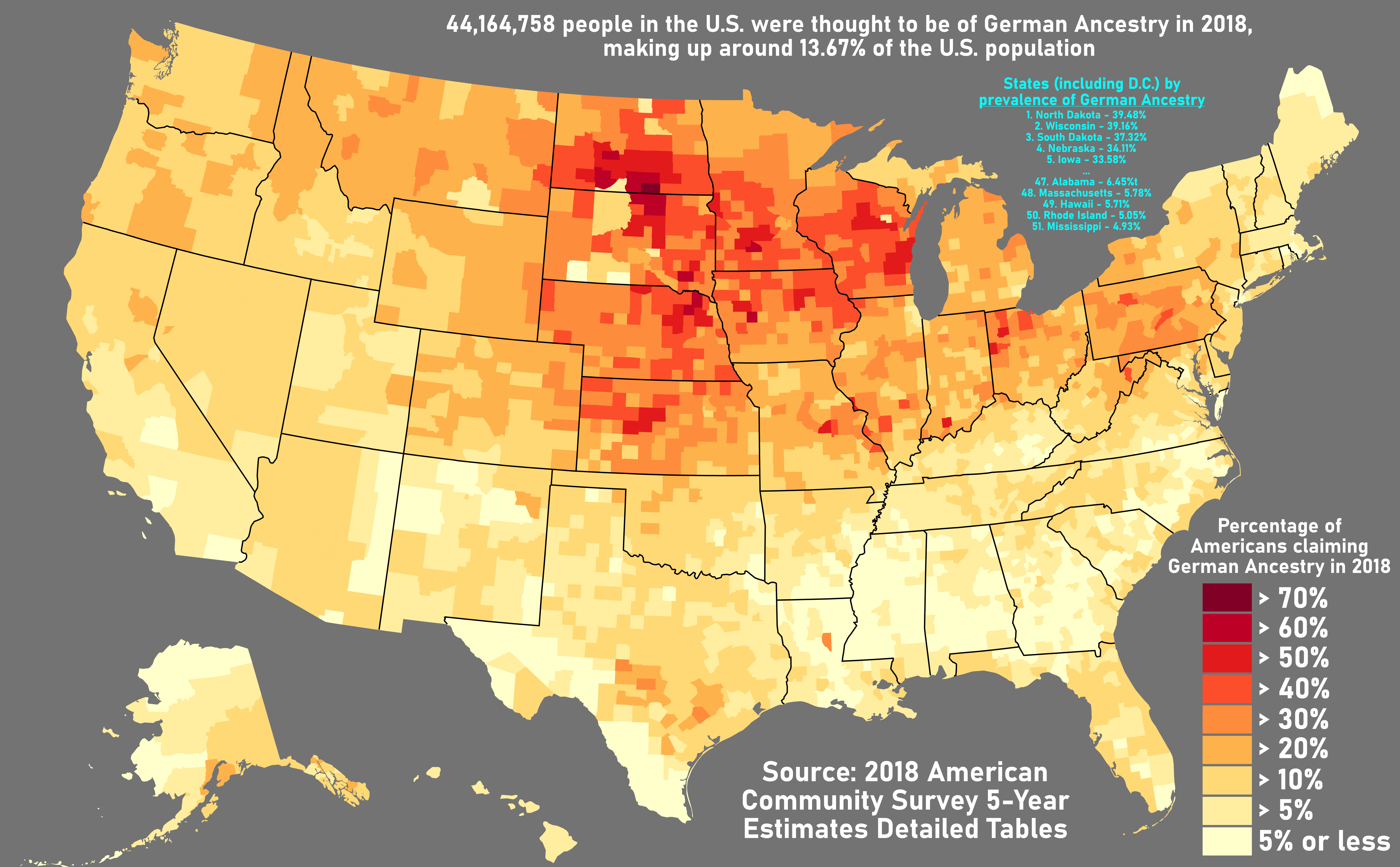
2018年按县统计的自称有德国血统的美国人分布图

19世纪中叶，随着水路与铁路的开通，中西部向定居者开放，德国人大量迁入。1820年至第一次世界大战间，为德国移民美国的高峰期，近600万人抵美。1840至1880年间，德国人是美国最大的移民群体。
密尔沃基、辛辛那提、圣路易斯与芝加哥是德国移民最偏好的城市。至1900年，克利夫兰、密尔沃基、霍博肯与辛辛那提的居民中，德裔占比均超过40%。迪比克与达文波特占比更高；在奥马哈，1910年时德裔人口达57%。其他城市如韦恩堡，德裔人口也超过30%。许多德裔聚居区拥有具有民族特色的名称，如辛辛那提的“越莱茵河区”与哥伦布市的“德国村”。
其中最著名的聚居地为密尔沃基，被誉为“德国雅典”。一些在德国本土接受政治训练的激进派德国人主导了当地的社会党。技术工人控制多个手工业行业，企业家则创建了酿酒业，著名品牌包括百威、施利茨、米勒与布拉茨。
约一半德国移民选择城市，另一半则在中西部建立农场。从俄亥俄州至平原各州，德国人在农村地区的影响至今犹存。
19至20世纪，德国移民普遍对务农充满兴趣，并希望子孙留在土地上。西部铁路公司为吸引农民，利用大面积土地赠与政策，在汉堡等德国城市设立代理机构，提供低价运输与分期购地服务。例如，圣塔菲铁路聘请了移民事务专员，向德语农民出售逾300,000英畝（1,200平方）土地。

#### 进步时代

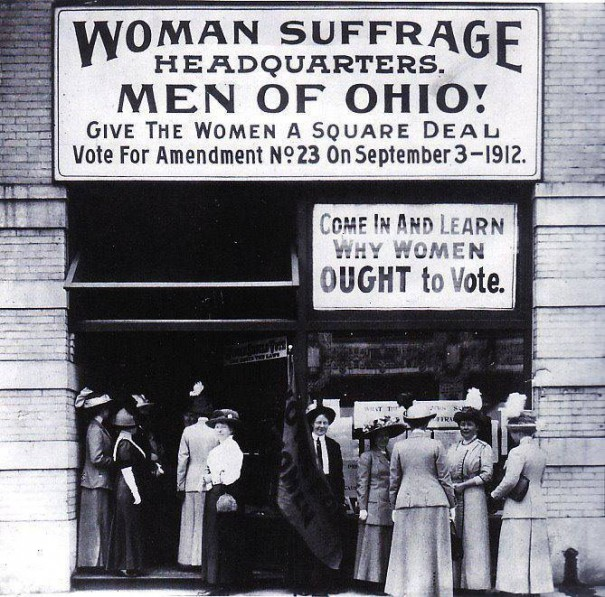
1912年俄亥俄州女权运动中心

工业化的负面影响引发了进步主义的政治运动，旨在通过社会改革和政府监管来解决其负面影响。 简·亚当斯 (Jane Addams) 和艾伦·盖茨·斯塔尔 (Ellen Gates Starr) 于 1889 年在芝加哥建立了赫尔之家 (Hull House)，开创了向新移民提供定居点服务的先河。中西部的市长——尤其是哈岑·平格利（Hazen S. Pingree）和汤姆·约翰逊（Tom L. Johnson），领导了反对老板主导的市政政治的早期改革，而萨缪尔·琼斯（Samuel M. Jones）则提倡地方公用事业的公有制。 罗伯特·M·拉福莱特 (Robert M. La Follette) 是中西部进步主义最著名的领袖，他的职业生涯始于1900年在与本州共和党的竞选中获胜。这台机器暂时被击败，允许改革者推出扩大民主的“威斯康星理念”。 这个想法包括重大改革，例如直接初选、竞选财务控制、公务员制度取代赞助、限制游说者、国家所得税和遗产税、童工限制、纯净食品和工人赔偿法。拉福莱特促进了政府对铁路、公共事业、工厂和银行的监管。 尽管拉福莱特在1912年失去了在国家党中的影响力，但威斯康星州的改革成为其他州进步主义的典范。

## 文化

### 宗教
中西部居民常被認為是個性開放、友善且坦率，但有時候會給他人造成憨直且固執的成见。中西部价值观成形的因素可能是自廢奴主义者、重视教育的公理会会众、中西部新教徒的卡尔文主义的宗教传统，以及勤劳的早期開拓先驅者培植的重农價值觀。中西部至今依舊保有基督教新教特别是卡尔文主义、對權威和权力的不信任思想的熔炉。
罗马天主教是中西部最大的宗教宗派，占各州人口的19%到29%；浸信会在俄亥俄、印第安纳和密西根占14%，密苏里22%，明尼苏达5%；信义宗在威斯康辛和明尼苏达占22-24%，反映出这些州的斯堪地那维亚和德国传统。五旬节教会和灵恩派教会在在中西部影响甚小，在1%到7%之间。犹太教和伊斯兰教人口也低于1%，且主要集中在芝加哥和克里夫兰等大城市。底特律郊区有全美最大的穆斯林居住区。13-16%的人口无宗教信仰。
虽然工业化和城市化已经变革中西部各州，该地区仍广泛维持其乡村传统。拥有乡村、内战前的中西部传承，像堪萨斯这样的农业州已经变成了中西部的象征，并且在一些老电影中直接表现出来，例如1939年的電影版綠野仙蹤。
中西部的政治較為保守，但這種傾向有時會遭到少數民族、農工或民粹團體的抗議。五大湖區由於都會區林立，是本區最倾向自由主义思想的地區，愈向西或往南的人口稀疏的乡村，自由派的色彩愈淡化。五大湖區的产生包括拉福萊特家族、美國共產黨領袖葛斯·豪爾、总统杜鲁门、福特这类政治人物。明尼蘇達州产生自由派政治家沃爾特·蒙代爾、休伯特·漢弗萊、前參議員及民主黨總統參選人尤金·麥卡錫及抗議歌手鮑伯·迪倫。

### 音乐
由於二十世紀非裔美國人向北遷徙，在中西部各大城市區，如辛辛那堤、克里夫蘭、底特律、芝加哥、密爾瓦基、哥倫布市、印第安納波利斯、堪薩斯市、聖路易、明尼阿波利斯、托萊多、代頓等，均有為數不少的非裔美國人湧入。在這裡，可以看到工業和文化的融合，爵士樂、藍調和搖滾樂使得二十世紀的中西部在音樂上蓬勃發展，包括底特律的摩城之音和科技音樂、芝加哥的浩室音樂和藍調以及克里夫蘭的搖滾樂。搖滾樂名人堂現址就設在克里夫蘭。

今日，美國東西兩岸的富裕生活和南方陽光地帶的快速成長使人覺得中西部的生活不易。中西部的許多工廠被廢棄，移往南部或海外，使得有些人把工業化的中西稱作“铁鏽地帶”。中西部的目前人口佔全美的22.2%。

中西部出身的文学家和艺术家
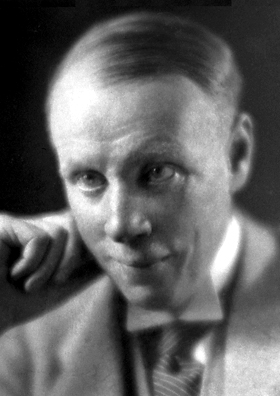
辛克莱·刘易斯
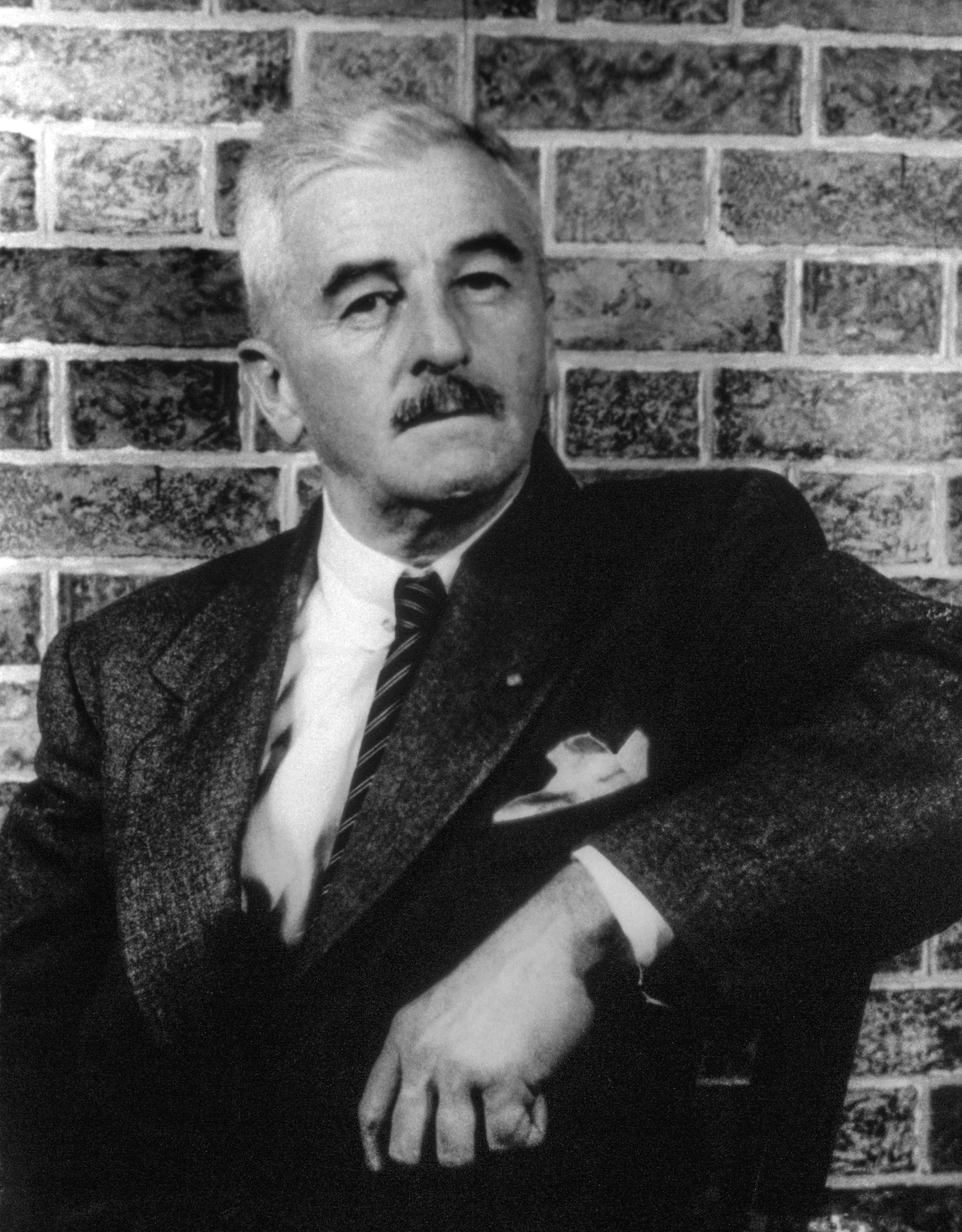
威廉·福克纳
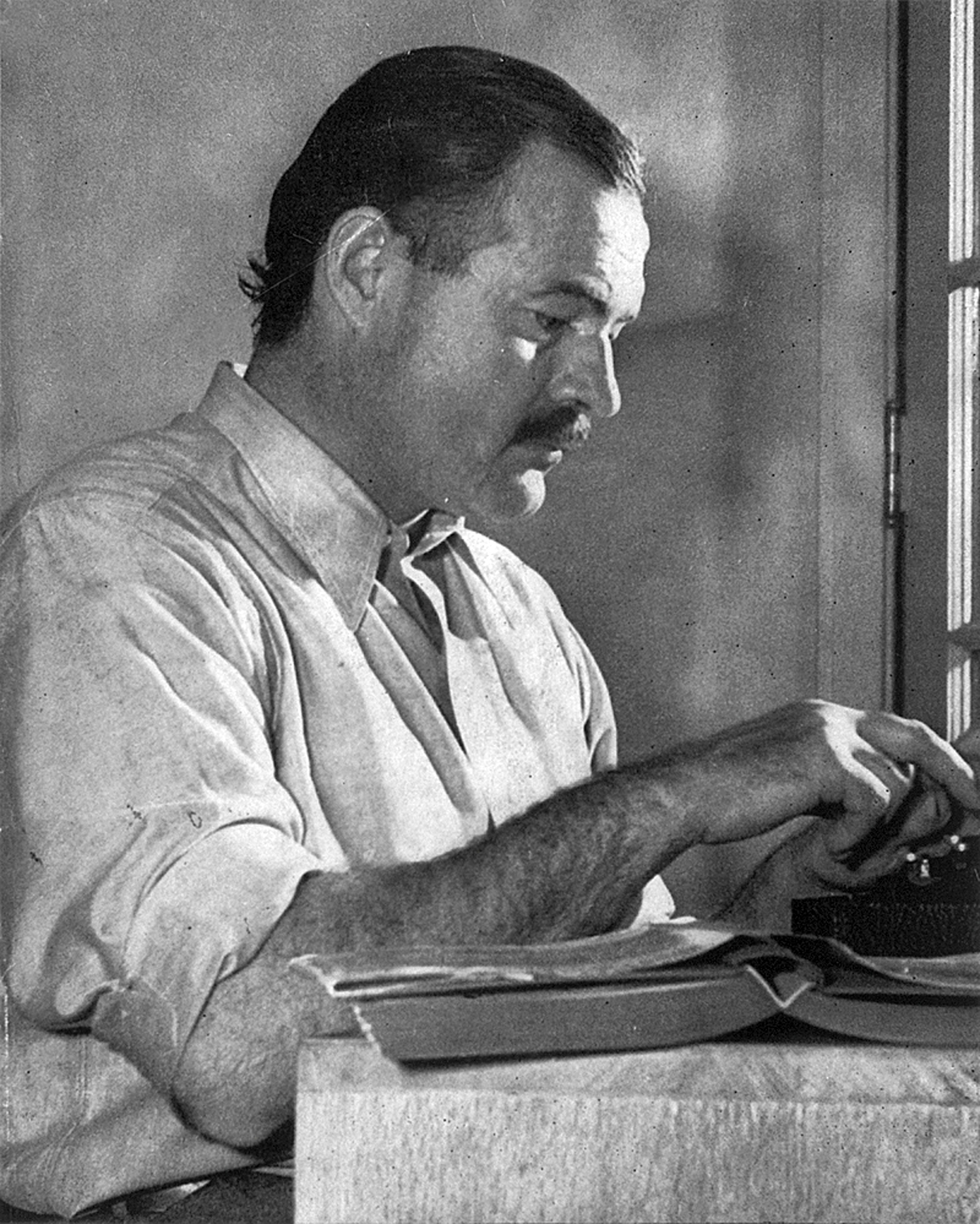
欧内斯特·海明威
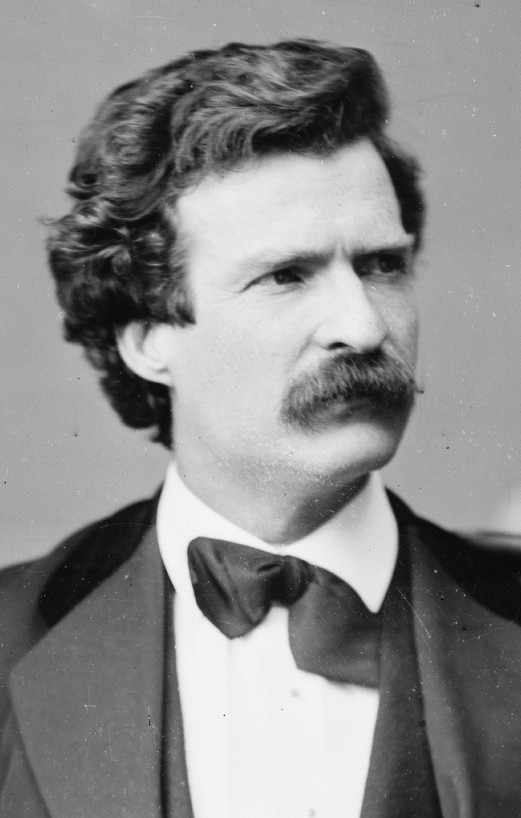
马克·吐温
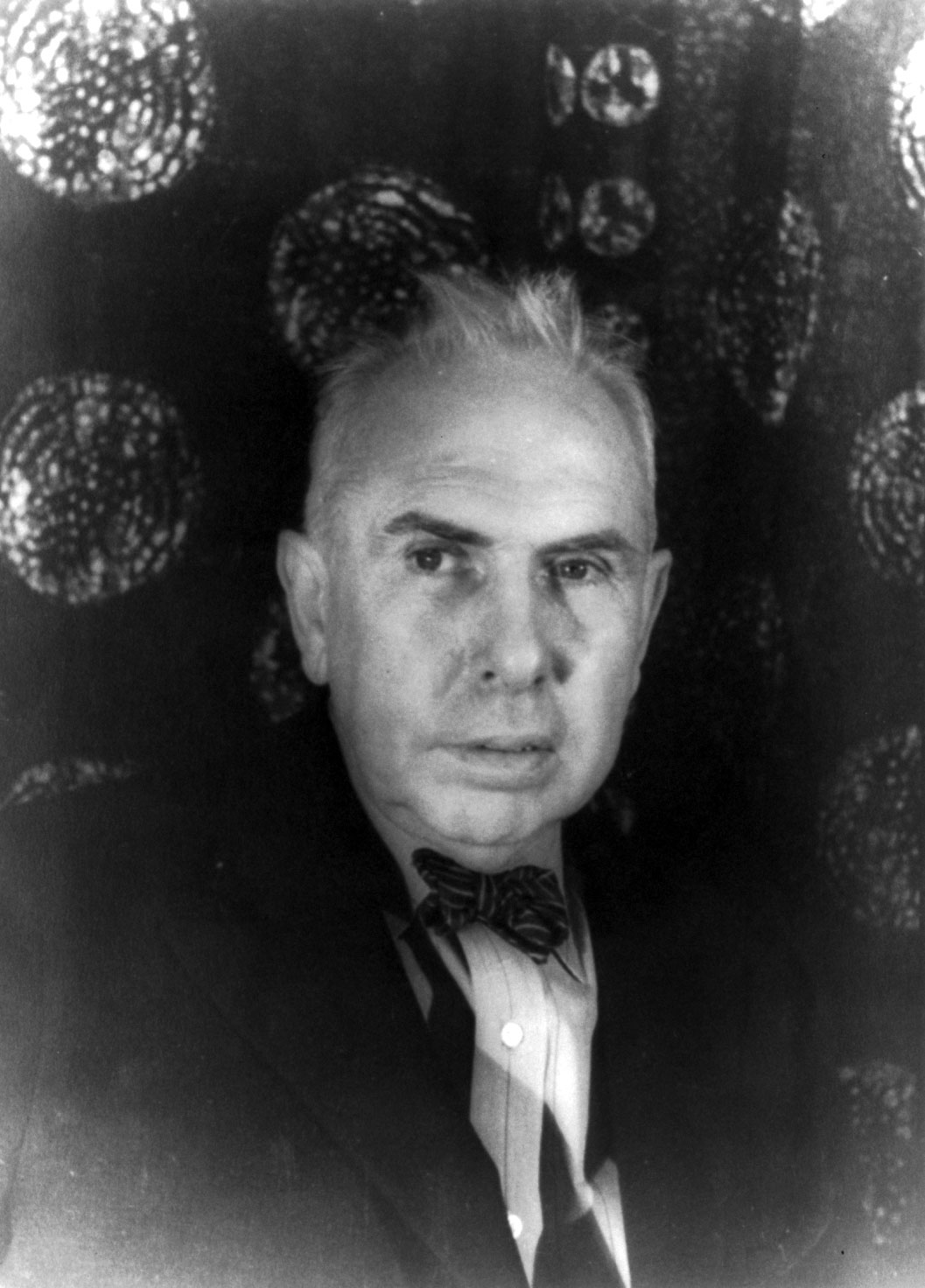
西奧多·德萊賽
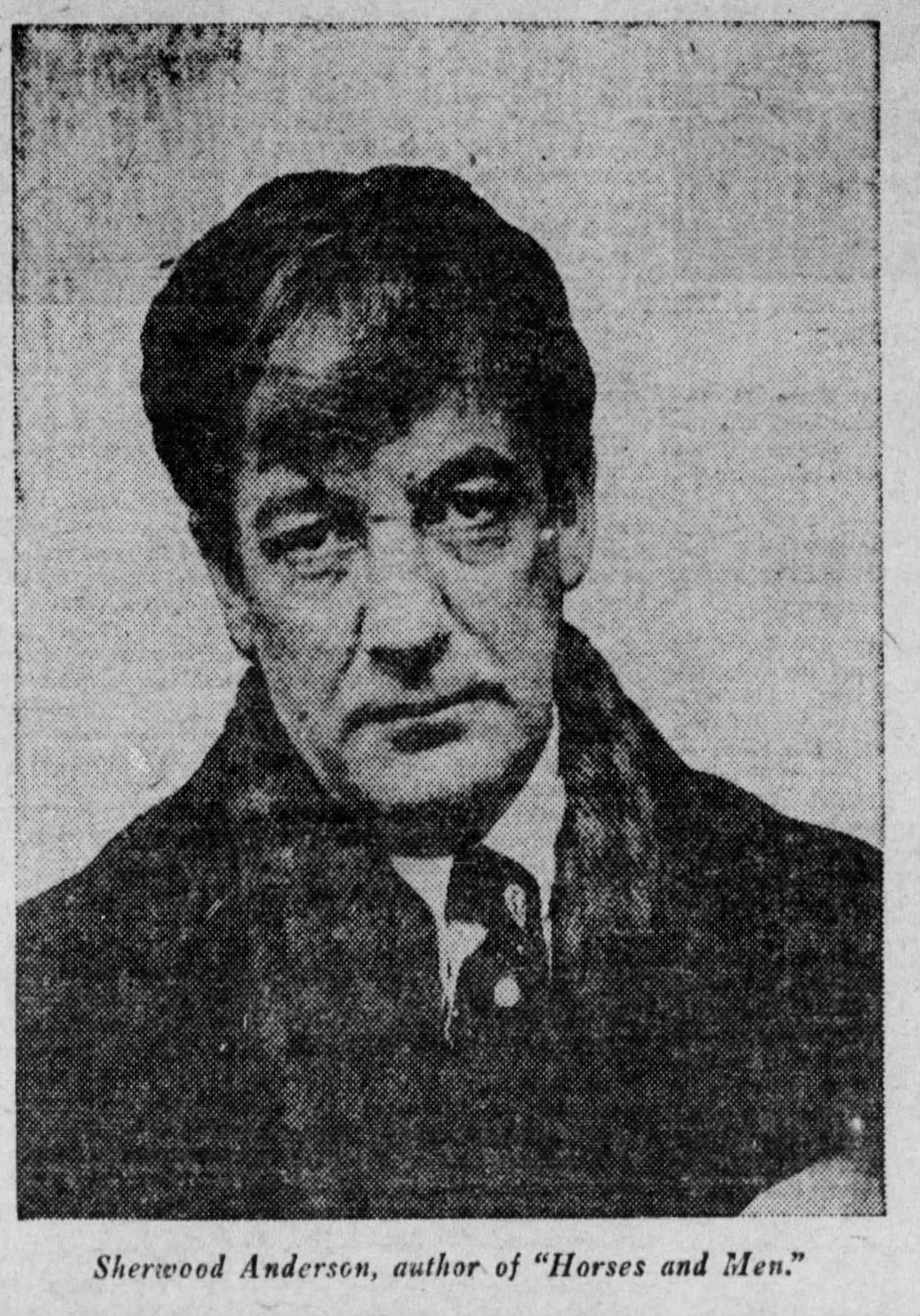
舍伍德·安德森
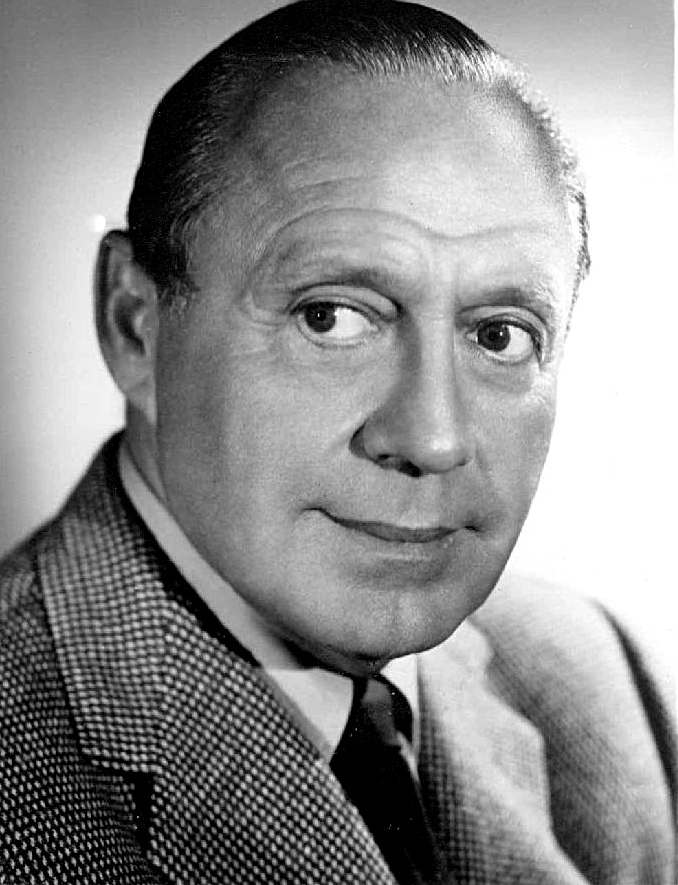
杰克·本尼
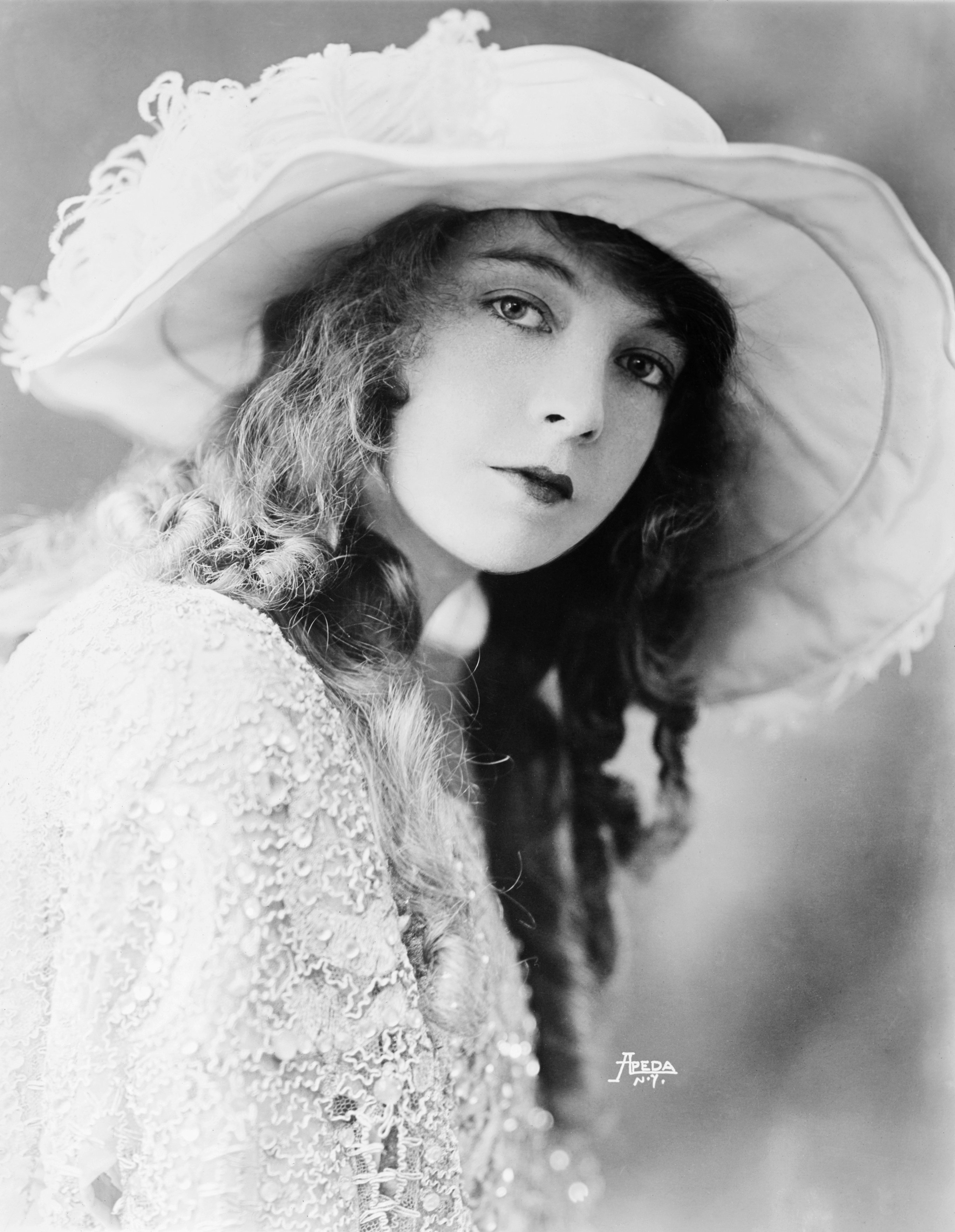
莉蓮·吉許
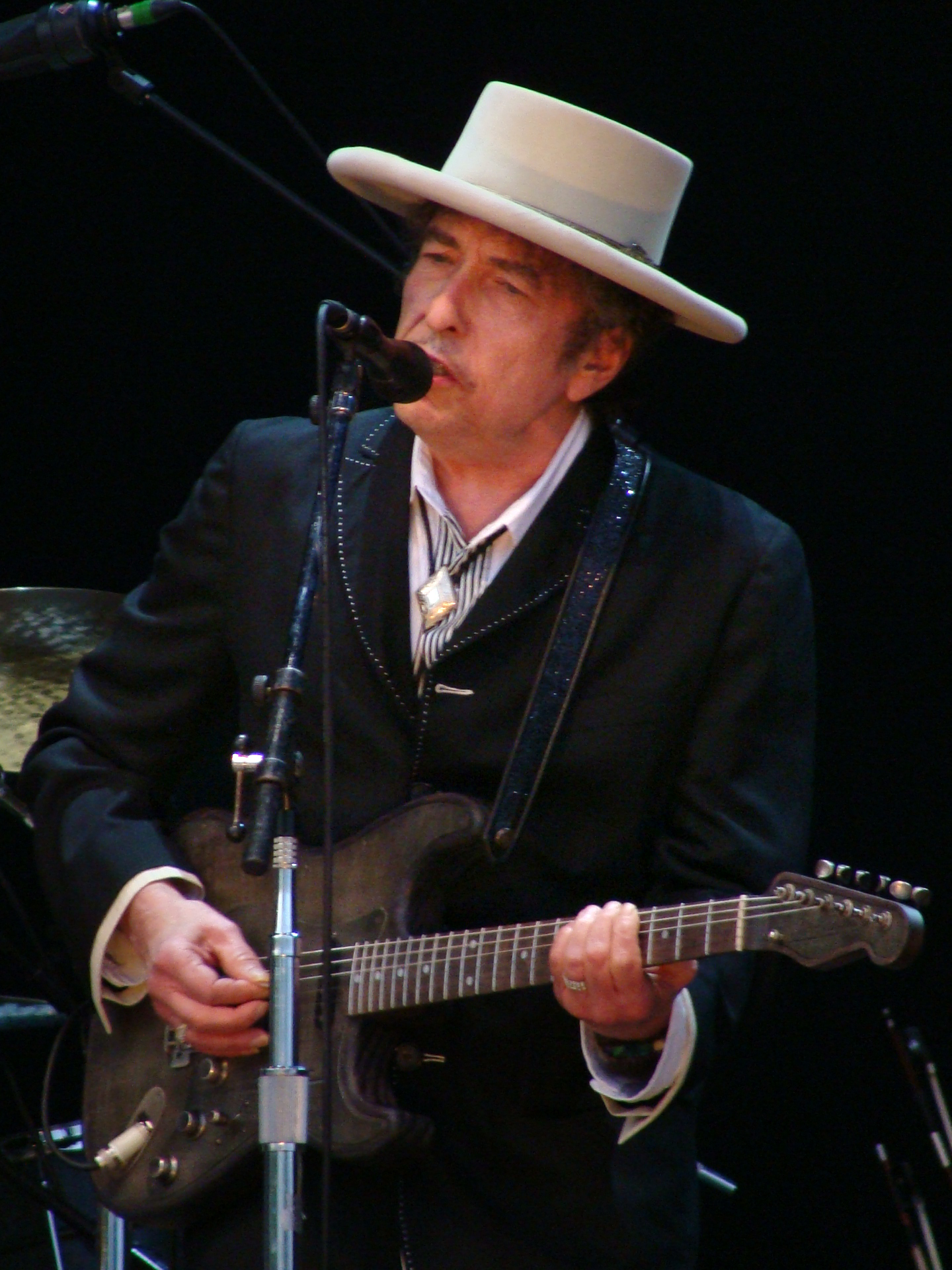
鲍勃·迪伦
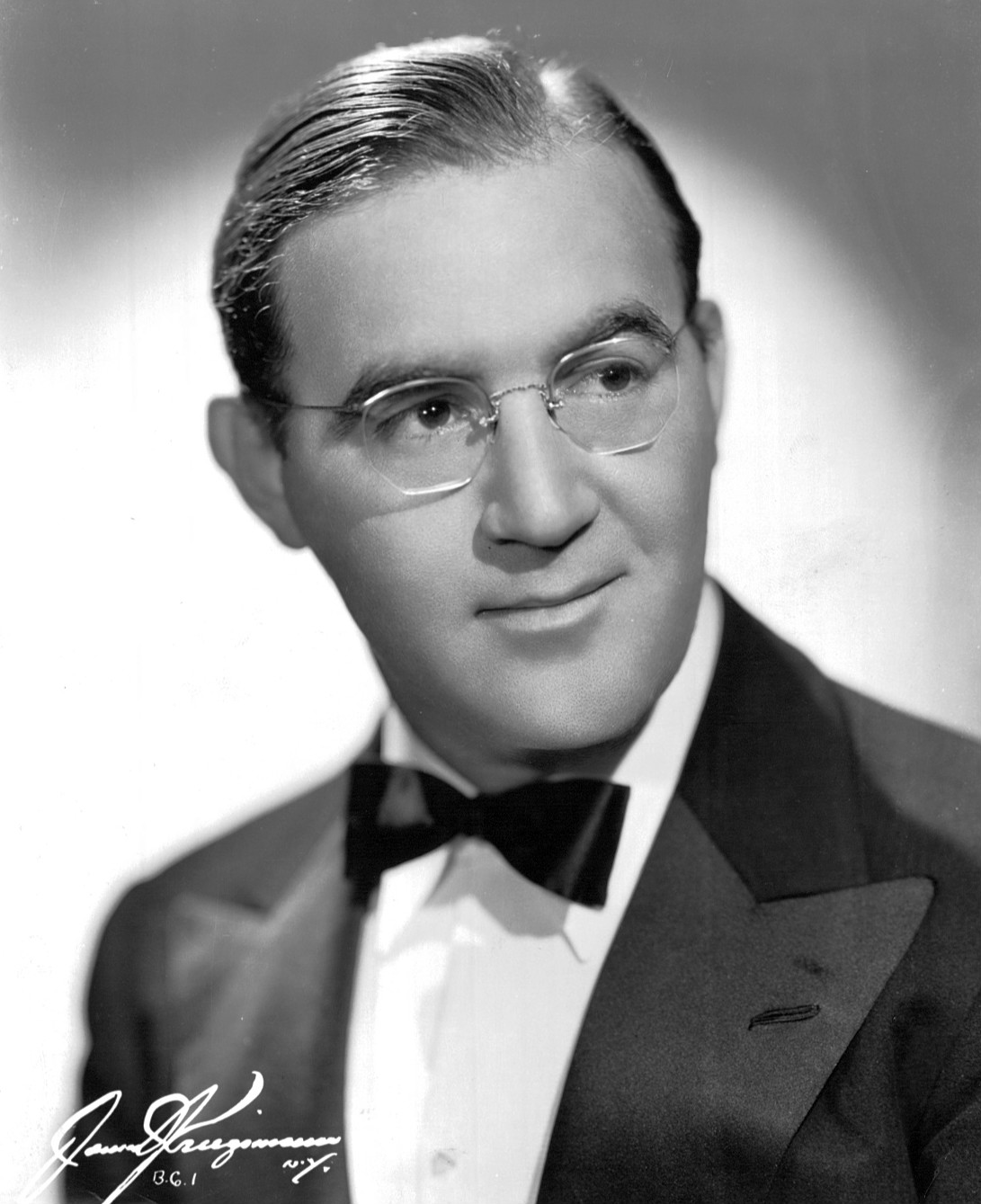
班尼·古德曼
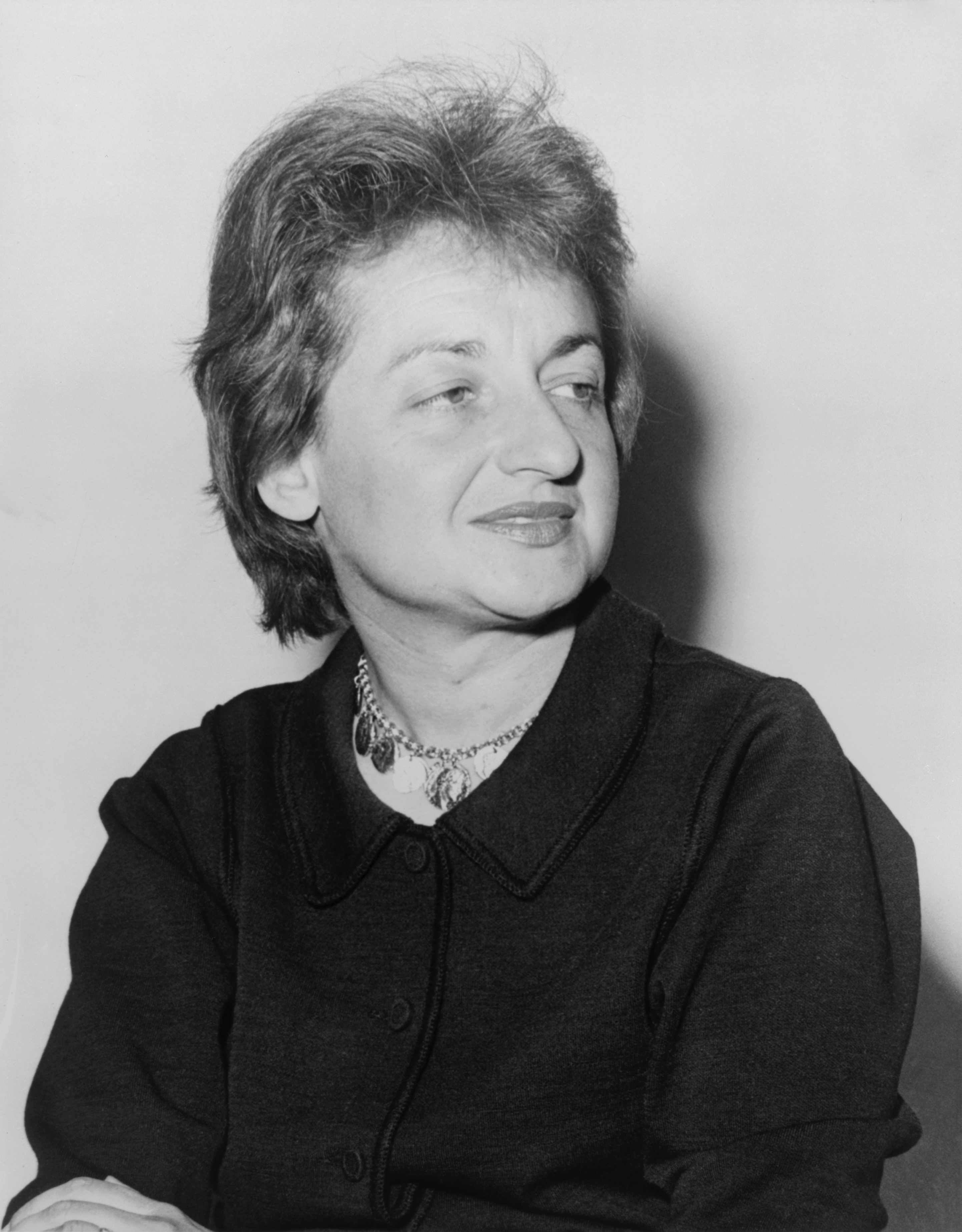
貝蒂·傅瑞丹
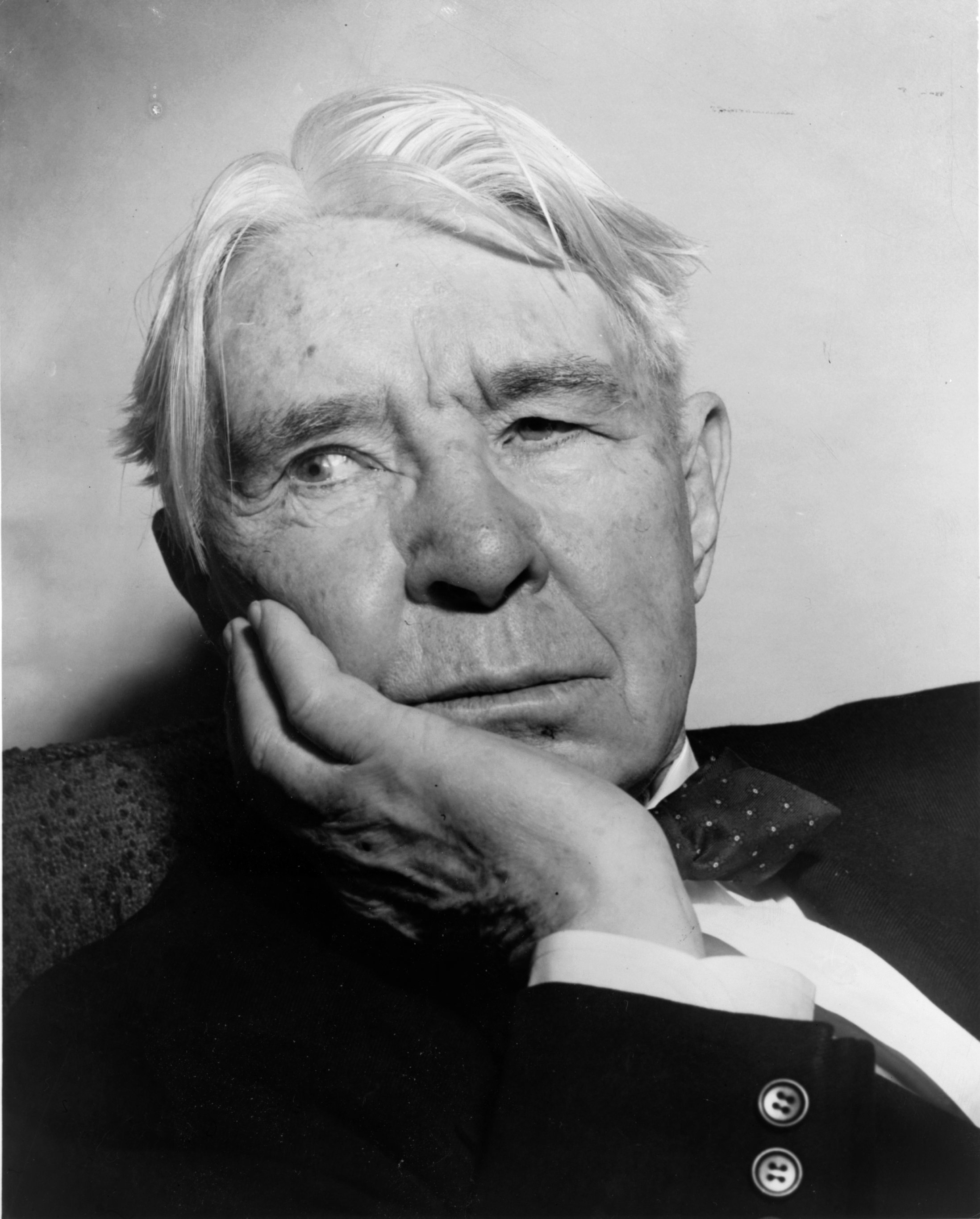
卡尔·桑德堡

## 教育

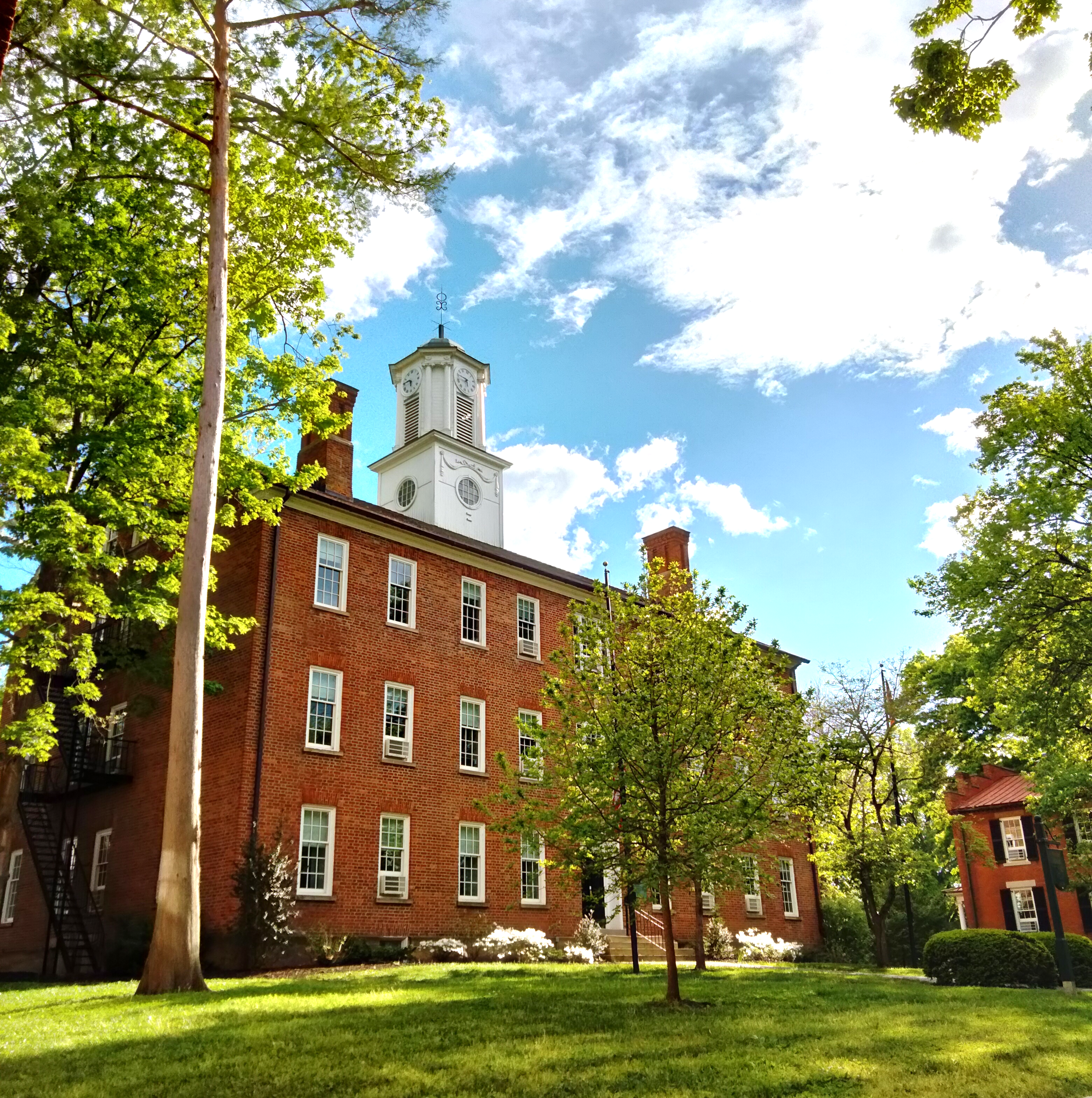
位於俄亥俄州雅典市的俄亥俄大学始建於1804年，是中西部地區最古老的高等院校

這個區域包括許多全國乃至全球知名的公私立大學，最負盛名的有芝加哥大学、西北大学、密歇根大學、圣路易斯华盛顿大学和聖母大學，除此之外此外，規模大、理工科發達的俄亥俄州立大學、威斯康星大学、普渡大學、伊利諾伊大學等培養出了許多各行業人才。

### 公立大學
- 波爾州立大學
- 艾克朗大學
- 寶林格林州立大學
- 中密西根大學
- 大學
- 克里夫兰州立大学
- 东密西根大学
- 伊利諾大學
- 印第安那大學
- 愛荷華大學
- 北爱荷华大学
- 愛荷華州立大學
- 堪薩斯大學
- 堪薩斯州立大學
- 肯特州立大學
- 迈阿密大学
- 密西根大學
- 密西根州立大學
- 明尼蘇達大學
- 內布拉斯加大學
- 密蘇里大學
- 密蘇里州立大學
- 俄亥俄州立大學
- 俄亥俄大學
- 普渡大學
- 托萊多大學
- 萊特州立大學
- 韋恩州立大學
- 西密西根大学
- 威斯康辛大學
- 北達科他大學
- 北達科他州立大學

### 私立大學

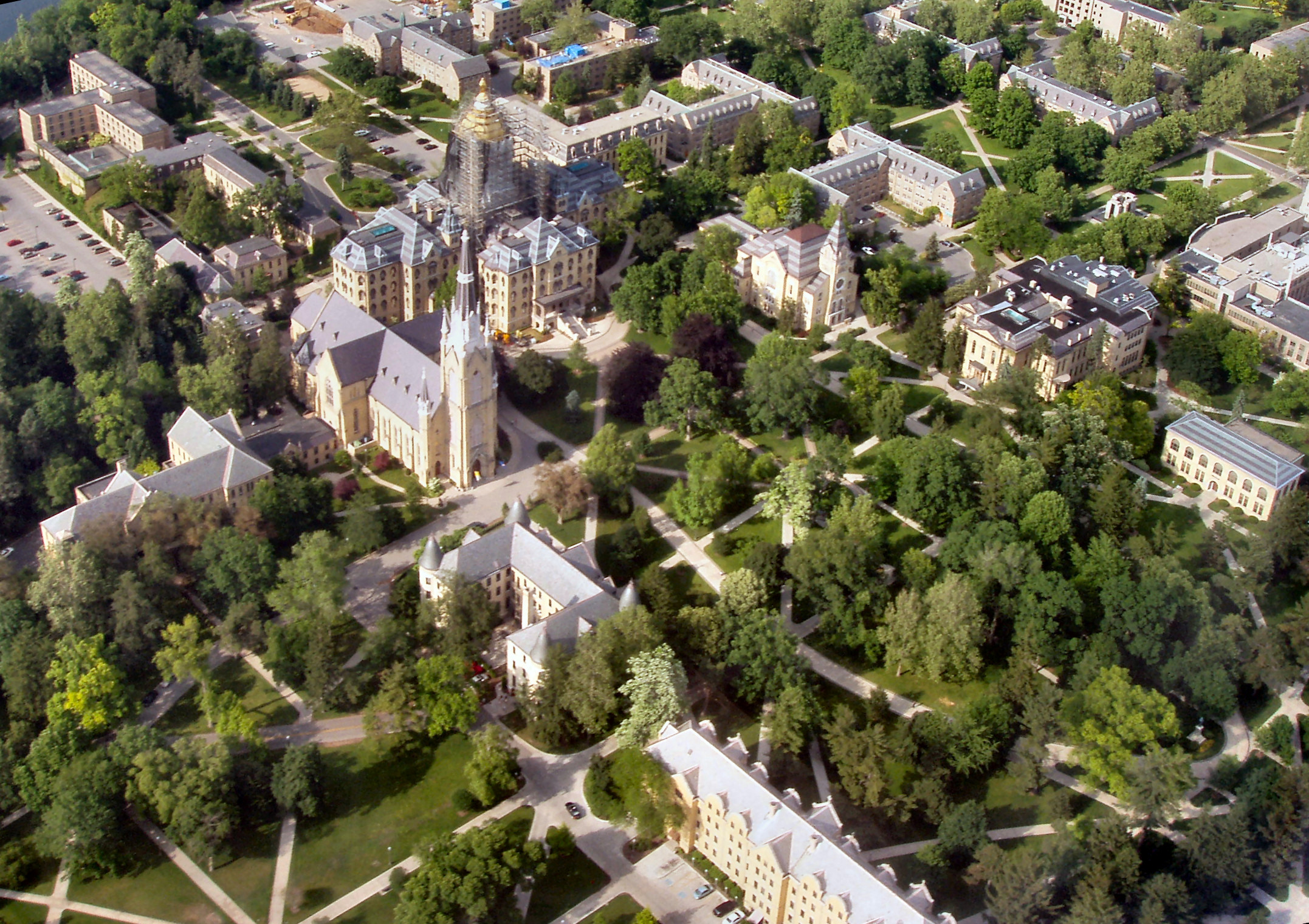
位於印第安那州的聖母大學校園

在19世紀時，中西部許多宗教組織紛紛設立教育機構，包括凱斯西儲大學、芝加哥大學、聖母大學、西北大學和聖路易華盛頓大學。這個地區也包括許多全美知名的博雅學院。
許多移民和宗教性社團相繼投入興辦高等教育事業，例如亞爾比昂學院、德梅因的德雷克大學、德堡大學、愛荷華州路德學院、芬利大學、維爾帕瑞索大學、伊凡斯維爾大學、泰勒大學、哈姆萊大學、漢諾佛學院、布萊德雷大學、畢洛伊特學院、首都大學、聖歐勒夫學院、瓦爾特堡學院、古斯塔夫斯‧艾道爾佛斯學院、卡拉馬祝學院、諾克斯學院、勞倫斯大學、俄亥俄衛斯里昂大學、丹尼森大學、瓦伯西學院、伍斯特學院及厄爾漢學院，以上學校多數已經不再帶有宗教色彩。
天主教學校包括聖保羅大學、克瑞敦大學、馬凯特大學、聖路易斯大學、芝加哥洛約拉大學、薩維爾大學、代頓大學和底特律大學。其他的私立大學還包括愛許蘭大學、芬利大學。

## 政治倾向
美国两大主流政党之一的共和党即发源于中西部，其组织地区之一是内战前夕的密西根州，党纲的内容包括反对奴隶制向新近加盟州扩展。中西部农村是共和党的铁杆支持区，辛辛那提的汉密尔顿郡则是20世纪末一边倒支持共和党的少数城市。从南北战争、大萧条到第二次世界大战，中西部的共和党控制了美国政界和工业界，正如东北部的民主党在大萧条、越南战争和冷战高峰期控制了城市、金融界和学术界，並由控制南部转为东北部。

随着中西部地区人口从乡村逐渐向城市迁移，政治倾向亦发生了变化，大众政治气氛趋向中间立场，这一地区有许多关键的摇摆州，对于两个政党均无强烈忠诚，兩党存在競合。伊利诺、爱荷华、明尼苏达、威斯康辛和密西根等五大湖州相对偏向支持民主党。伊利诺州目前为民主党所控制，自1992年历届总统大选民主党候选人均大幅领先，但这是由於在芝加哥，民主党佔絕對優勢，而芝加哥以外的伊利诺州则支持共和党。威斯康辛和密西根的情形也是如此，这两个州的州长和联邦参议院席位1990年代前为民主党人占据。许多分析家认为爱荷华是两党最势均力敌的州，但过去的14年偏向民主党——爱荷华有民主党籍的州长，3/5的联邦众议员，最近四次总统大选中三度支持民主党候选人，在2006年中期选举中，州级两个立法机构均被民主党掌握。明尼苏达州自1976年总統选举起一直支持民主党，历史比東北部其他州还长。在1984年的总统选举中，在明尼苏达蒙代尔得票超过里根，是50个州里绝无仅有的（明尼苏达是蒙代尔的家乡）。然而无论在爱荷华或明尼苏达，民主党在五大湖的多数优势逐渐收窄。2004年总统大选中，爱荷华支持了布什，此外明尼苏达在近年更加倾向共和党，1995-2011年选出共和党籍的州长，并让其连任，以及通过了全国最为宽松的私人持枪法律。但明尼苏达偏向民主党的根源是与爱荷华零散的城镇社区相比，明尼苏达的城镇人口更加集中，而民主党在大城市獲壓倒性支持。

中西部出身的政治人物
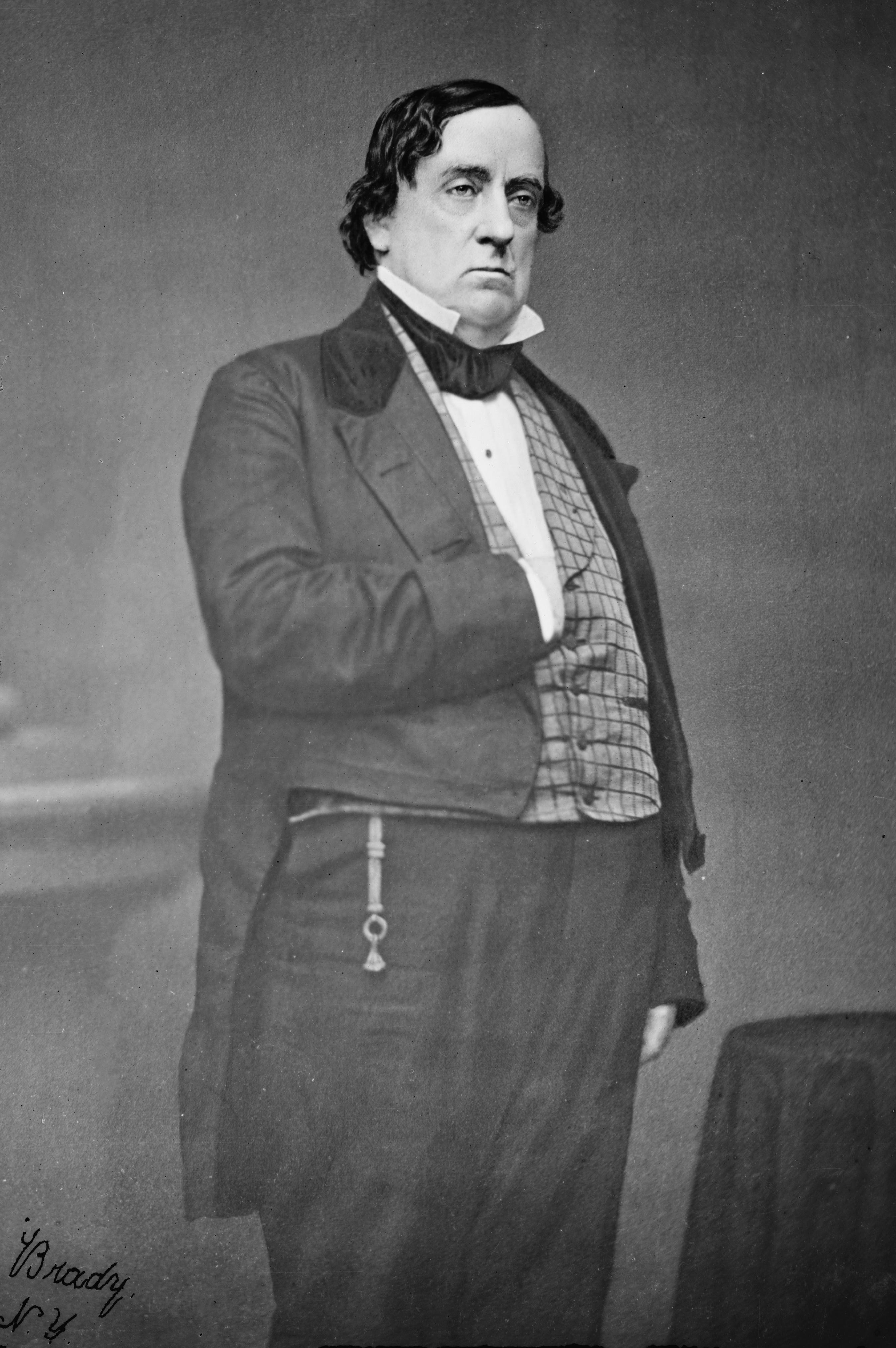
刘易斯·卡斯
亚伯拉罕·林肯
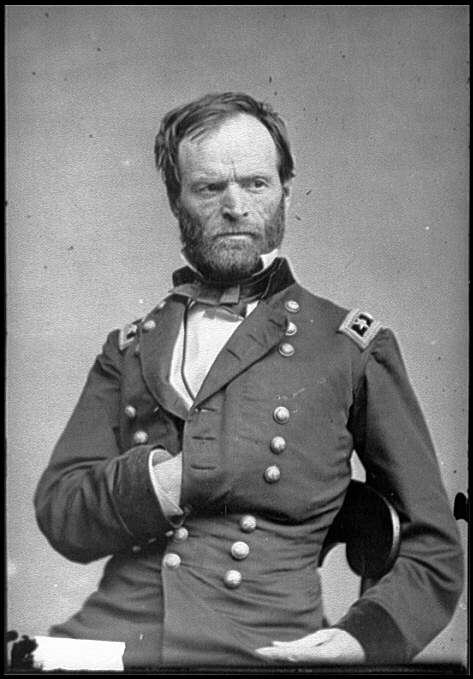
威廉·特库姆塞·舍曼
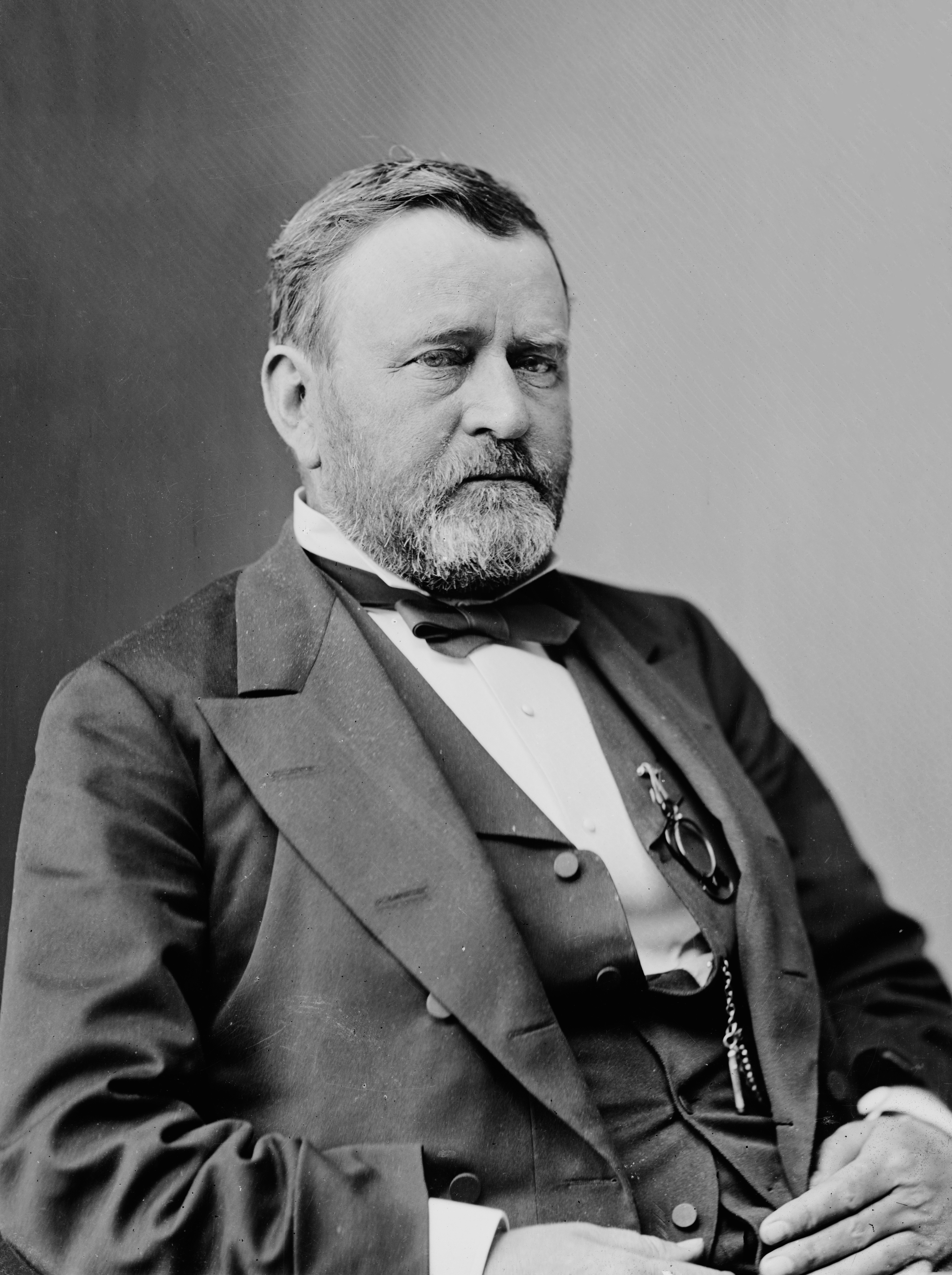
尤利西斯·格兰特
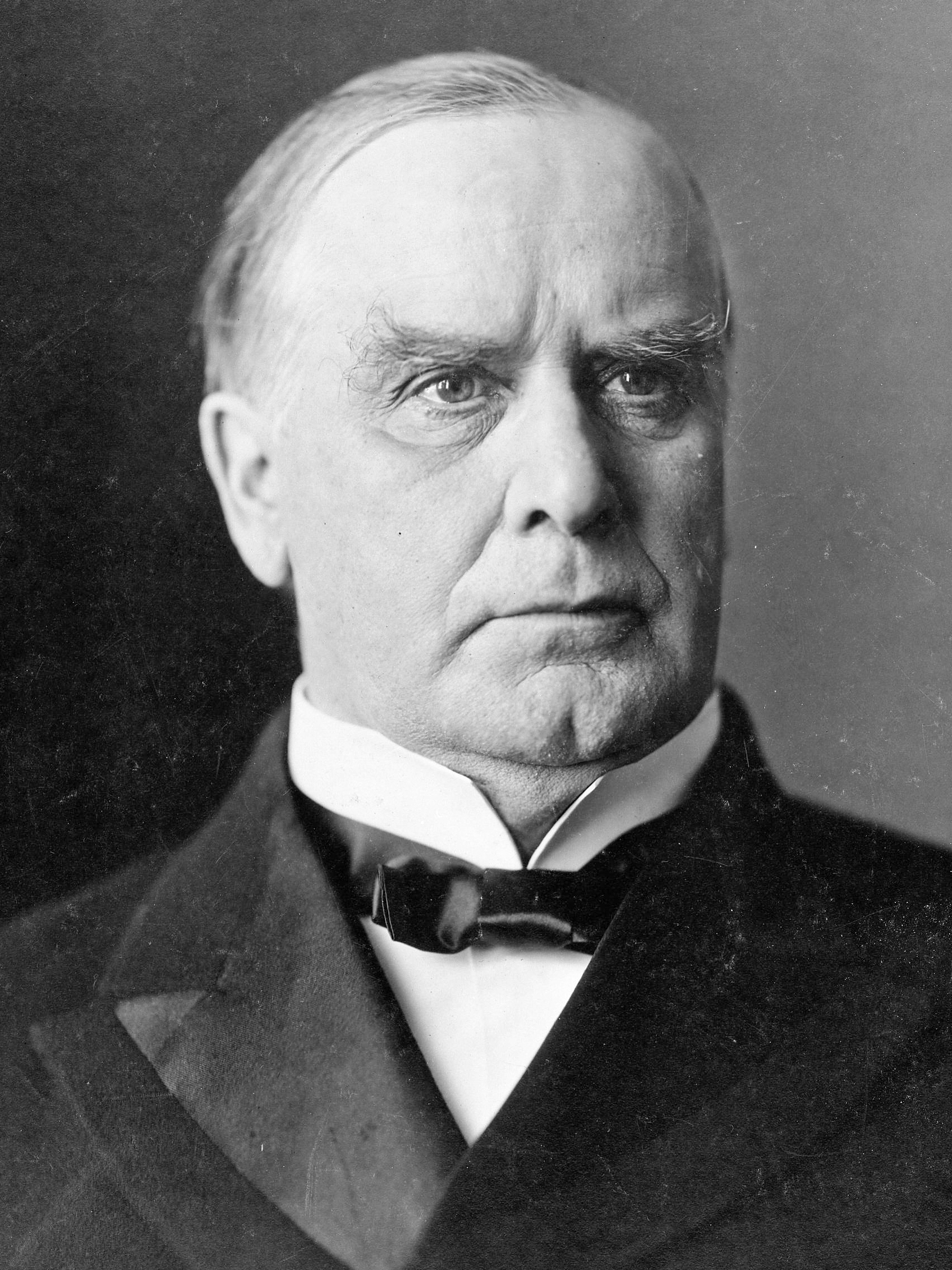
威廉·麦金莱
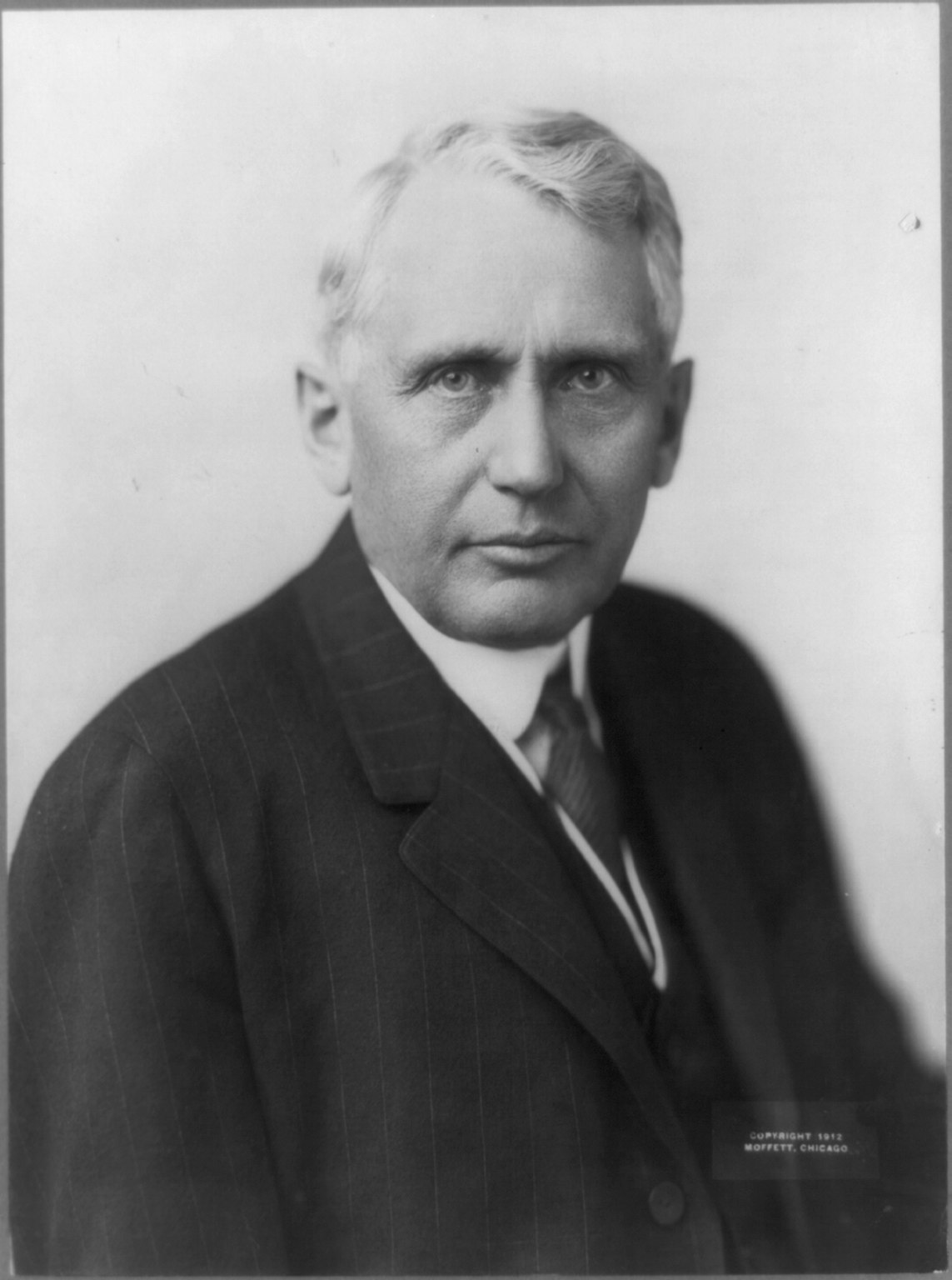
弗兰克·凯洛格
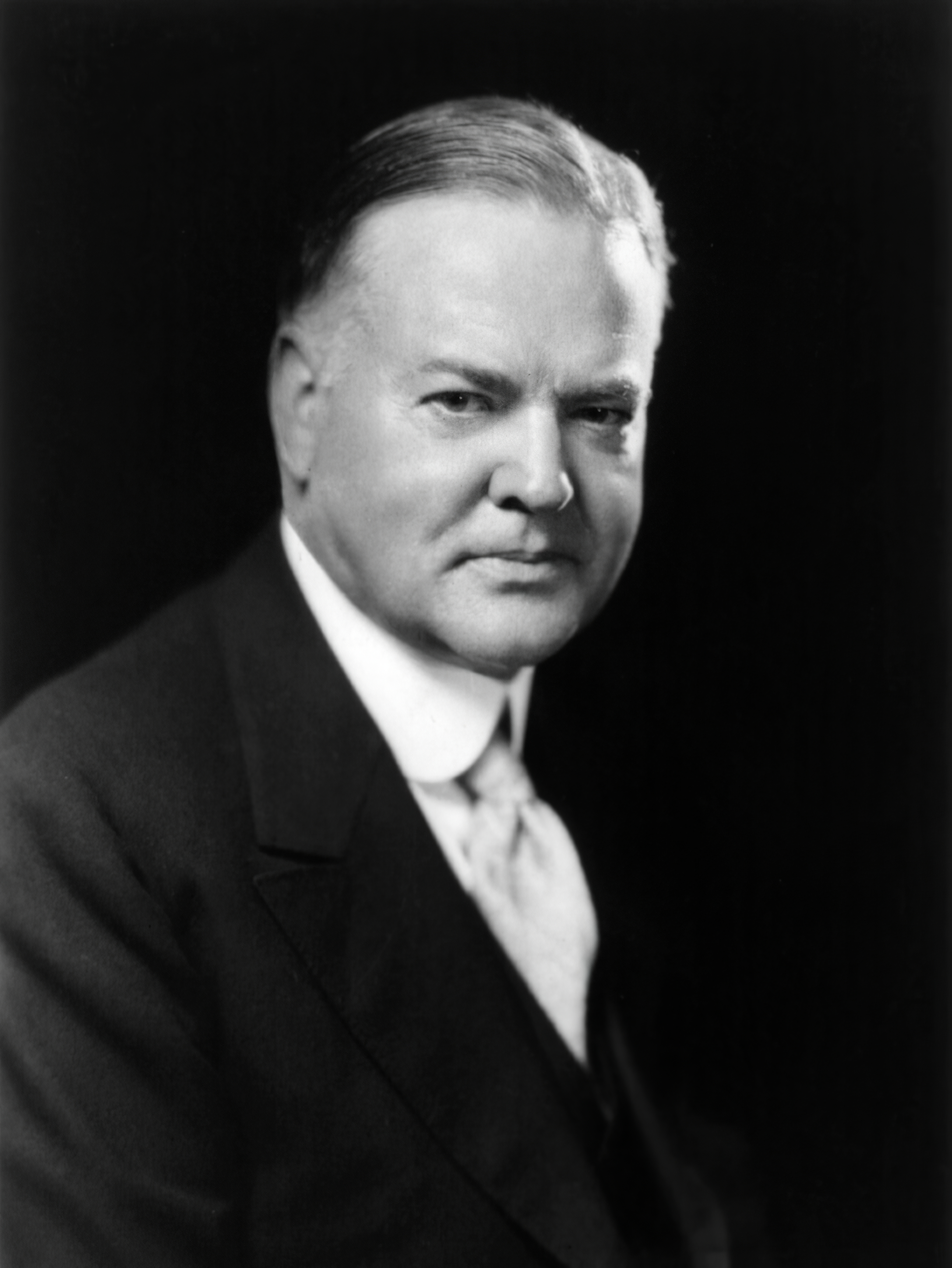
赫伯特·胡佛
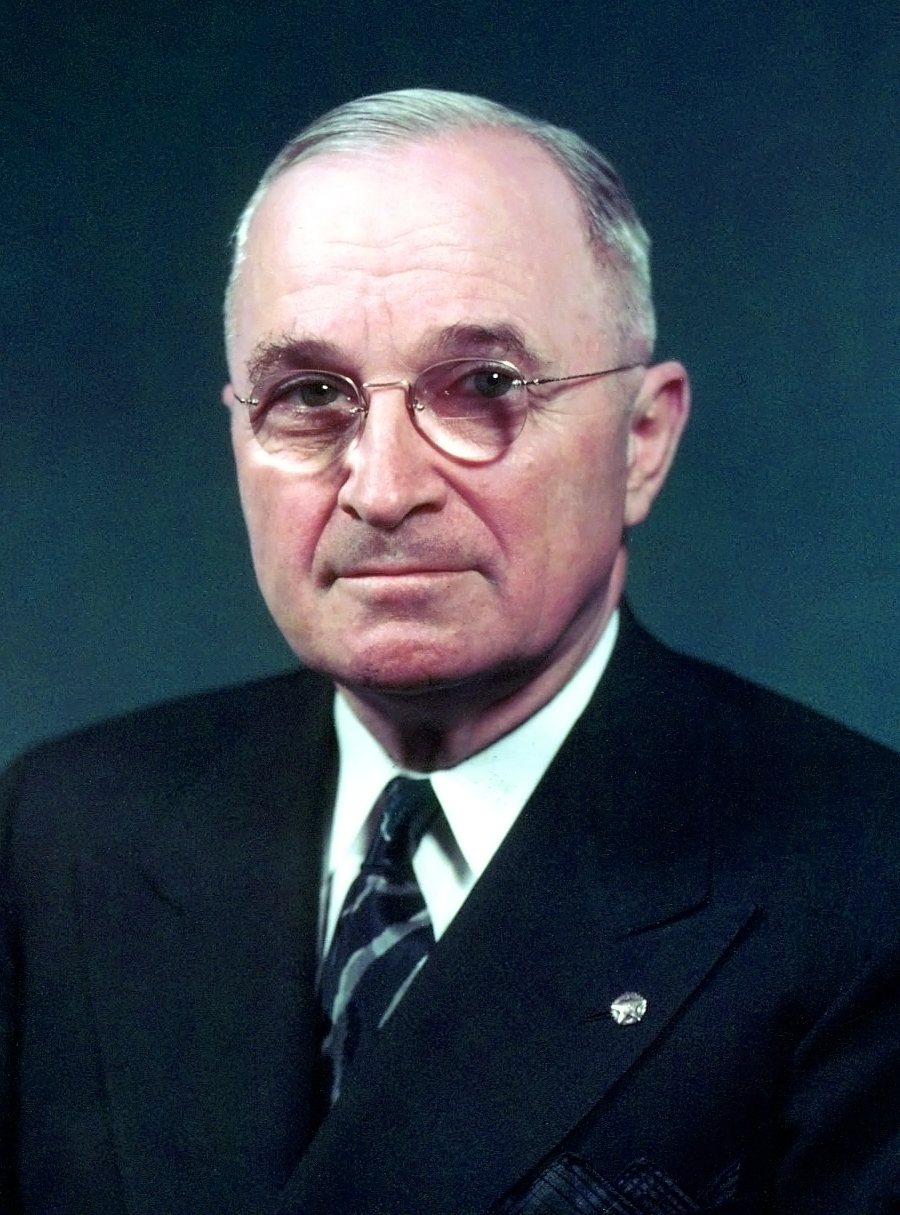
哈利·杜鲁门
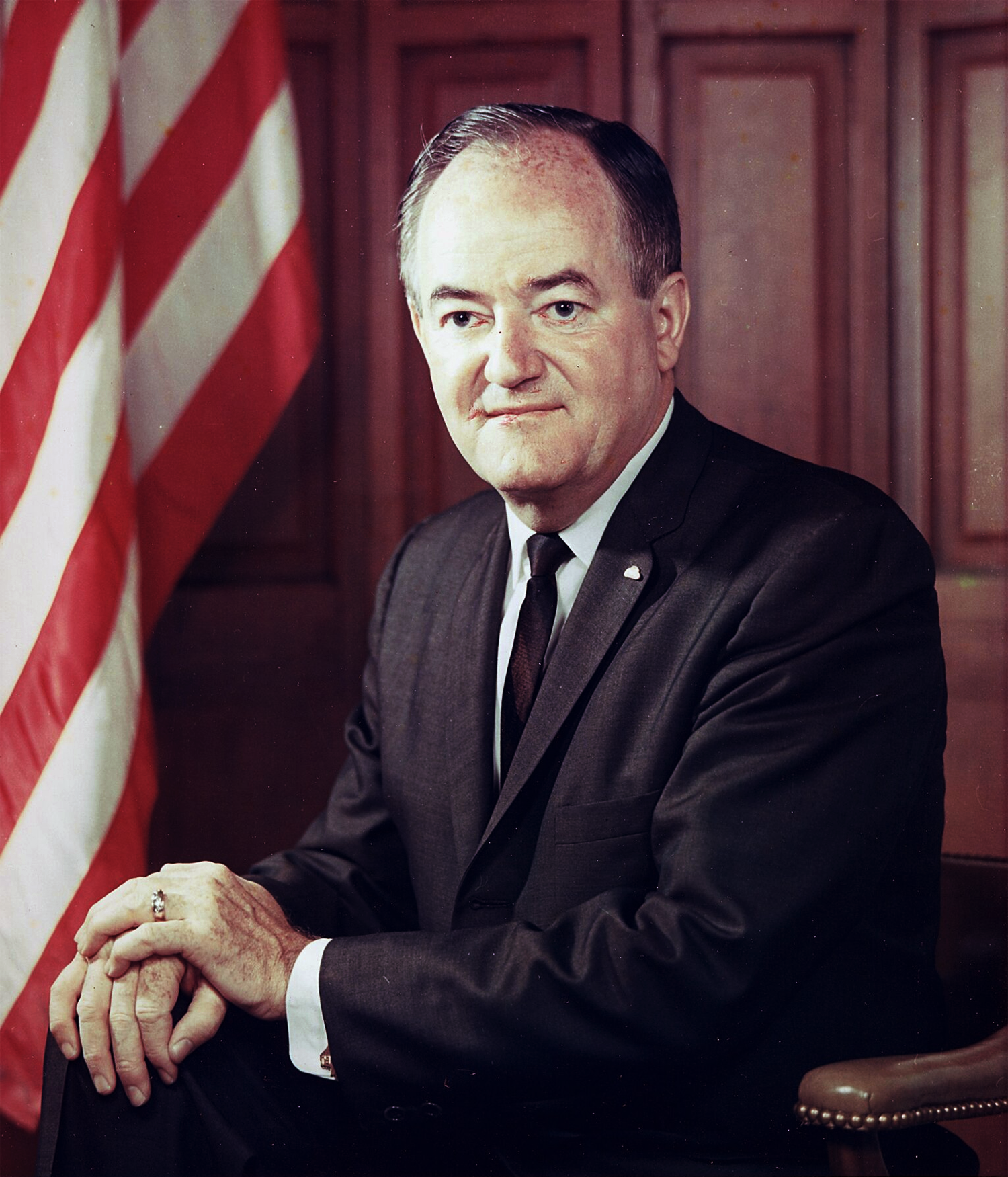
休伯特·汉弗莱
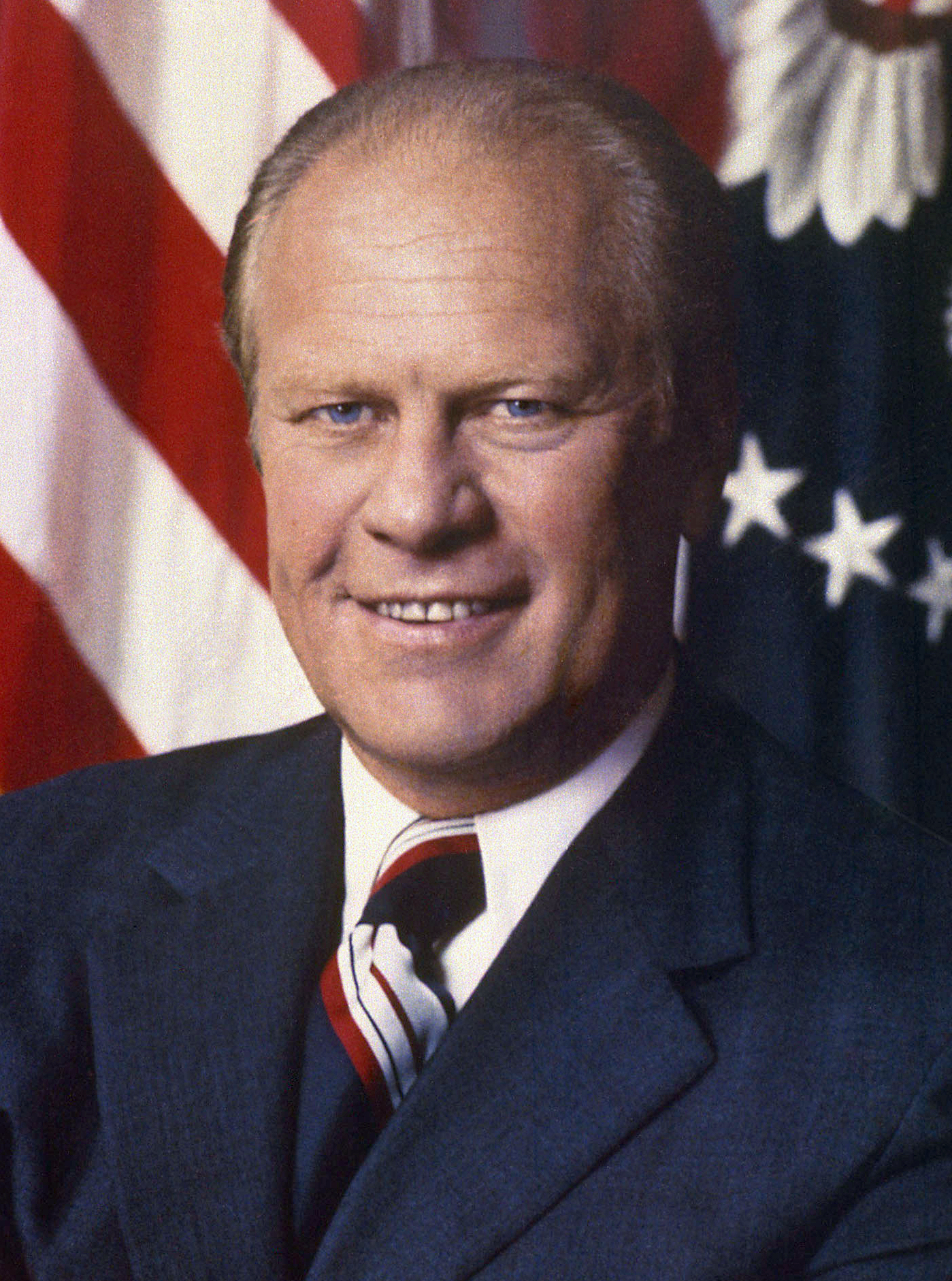
杰拉尔德·福特
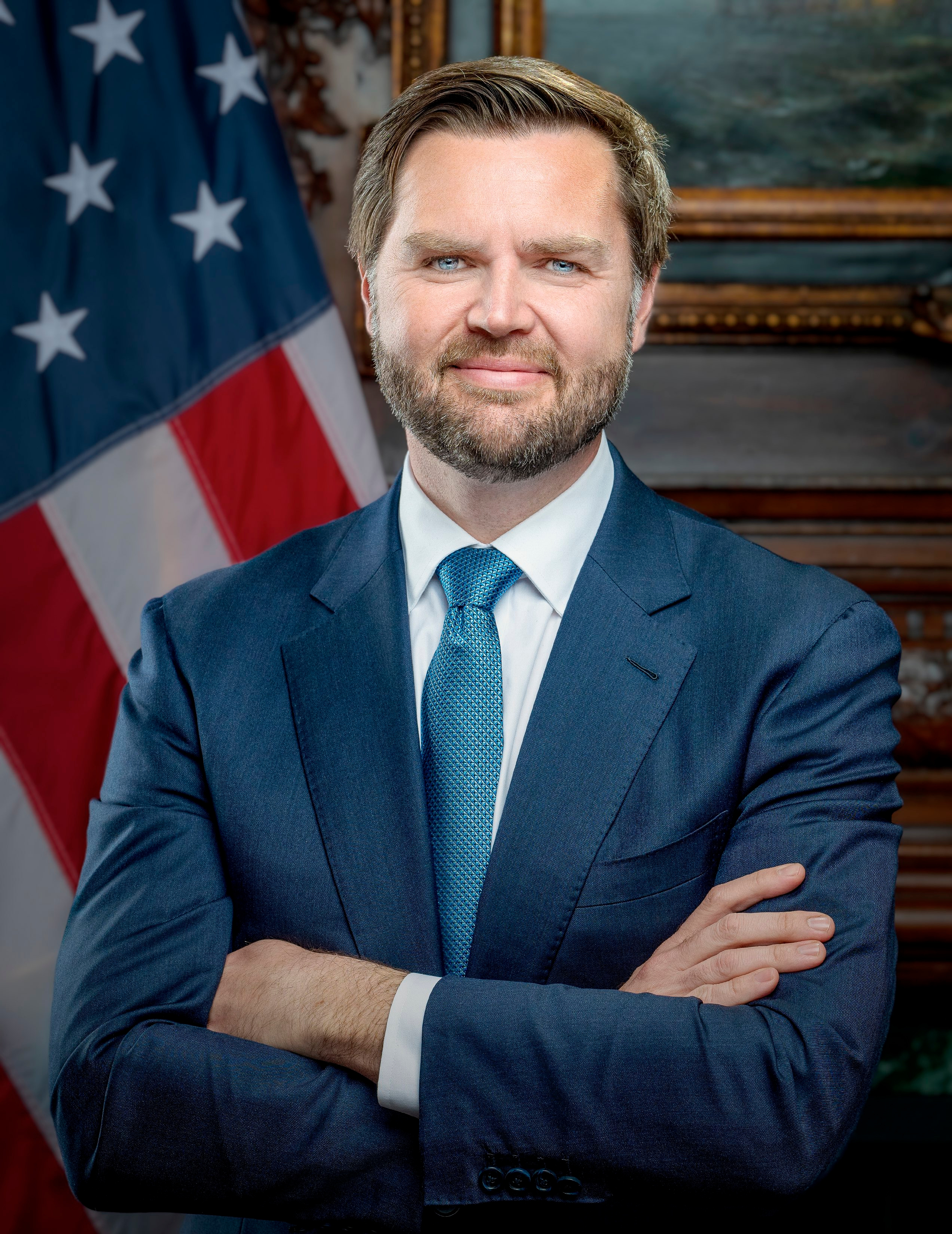
詹姆斯·大衛·凡斯

在20世纪，这一地区的平原州出现了民粹主义运动，以及后来由农夫和商人发起的进步主义运动，为的是减少政府的腐败，并对民意更加敏感。共和党人最初是团结起来的反对蓄奴的政治家，后来他们的兴趣转移到专利发明、经济发展、女权和妇女选举权、自由人权利、累进税、创造财富、选举改革、限制政府等等，这些思潮在1912年塔夫脱和罗斯福分裂时开始互相碰撞。同样，美国民粹党和进步党均脱胎於共和党早期的经济和社会进步思想。基督教和中西部的利润追逐、节俭、勤奋工作、依赖自身努力的开拓者精神、重视教育、民主权力和宗教宽容思想，对两党均有重要影响，虽然他们最终分道扬镳。
中西部地区长期是孤立主义的温床，确信美国人不应该卷入外国战争和事务。这个思想在瑞典裔和德裔美国人社区得到广泛支持，主要领导人包括拉福莱特（Robert La Follette），塔夫托（Robert A. Taft）和《芝加哥论坛报》出版人麥康米克（Robert R. McCormick）。
中西部失业率低于5%，但高於全國失业率，高薪制造业职位外包和低薪服务业职位增加是一个主要问题。

## 语言学影响
该地区英语的口音有别于美国南部和东北部城市。涵盖大部分中西部地区的口音被看作“标准”美式英语。这种口音为许多全国广播公司和电视台所偏爱，甚至有预备播音员接受“中西部”口音的训练。
这一潮流起源于沃尔特·克朗凯特等知名新闻主播，他们来自这一地区，从而创造了这种现象。最近《国家地理》的一篇文章把众多电话推销公司设立于内布拉斯加州奥马哈的现象也归结于这一地区居民的“中庸口音”。然而许多中西部城市正在从所谓标准口音转移到北部城市口音。
不过在该地区远北仍能够察觉出这种口音，反映了地区的传统。例如，明尼苏达和西威斯康辛都有浓重的斯堪地那维亚口音，而且越往北越重。密西根的许多地区有显著的荷兰口音。同时，芝加哥居民有其独特的鼻音，与威斯康辛、密西根、克里夫兰和纽约州西部类似。或许是德国、波兰和东欧移民对大湖地区的影响。在美國國道50号的南部，则有明显的南方口音。